# Danh sách cầu thủ tham dự Giải vô địch bóng đá châu Âu 2024
Giải vô địch bóng đá châu Âu 2024 là một giải đấu bóng đá quốc tế được tổ chức tại Đức từ ngày 14 tháng 6 đến ngày 14 tháng 7 năm 2024. 24 đội tuyển quốc gia tham gia giải đấu được yêu cầu đăng ký một đội hình từ 23 đến 26 cầu thủ, trong đó ba cầu thủ phải là thủ môn, và đội hình phải được chốt trước ngày 7 tháng 6 năm 2024. Chỉ những cầu thủ trong những đội hình này mới đủ điều kiện tham gia giải đấu. Quy định ban đầu yêu cầu các đội tuyển phải có đầy đủ tối đa 23 cầu thủ, song đã được Ủy ban điều hành UEFA sửa đổi vào ngày 3 tháng 5 năm 2024, theo đó UEFA cho phép các đội tuyển đăng ký tối đa 26 cầu thủ.
Danh sách cầu thủ sơ bộ từ 35 đến 55 cầu thủ cho mỗi đội tuyển quốc gia được gửi tới UEFA vào ngày 16 tháng 5 năm 2024, một tháng trước trận khai mạc của giải đấu. Danh sách sơ bộ này chưa được UEFA công khai. Từ đội hình sơ bộ, danh sách cầu thủ chính thức gồm 26 cầu thủ cho mỗi đội tuyển quốc gia phải được đệ trình lên UEFA trước 23:59 CEST (UTC+2) ngày 7 tháng 6 năm 2024, một tuần trước trận khai mạc của giải đấu. Trong trường hợp một cầu thủ trong danh sách đội hình được gửi bị chấn thương hoặc bệnh tật trước trận đấu đầu tiên của giải đấu, cầu thủ đó có thể được thay thế, miễn là bác sĩ đội và bác sĩ từ Ủy ban Y tế UEFA đều xác nhận rằng chấn thương hoặc bệnh tật đủ nghiêm trọng để ngăn cầu thủ tham gia giải đấu. Nếu một thủ môn bị chấn thương hoặc bệnh tật sau trận đấu đầu tiên của giải đấu, anh ta vẫn có thể bị thay thế, ngay cả khi các thủ môn khác trong đội hình vẫn có sẵn. Cầu thủ đã được thay thế trong danh sách cầu thủ không thể được đưa trở lại vào danh sách.
Vị trí được liệt kê cho mỗi cầu thủ nằm trong danh sách đội hình chính thức do UEFA công bố. Độ tuổi được liệt kê cho mỗi cầu thủ là vào ngày 14 tháng 6 năm 2024, ngày đầu tiên của giải đấu. Số lần khoác áo và số bàn thắng được liệt kê cho mỗi cầu thủ không bao gồm bất kỳ trận đấu nào được thi đấu sau khi bắt đầu giải đấu. Câu lạc bộ được liệt kê là câu lạc bộ dành cho cầu thủ cuối cùng đã thi đấu một trận đấu cạnh tranh trước giải đấu. Quốc tịch của mỗi câu lạc bộ phản ánh hiệp hội quốc gia (không phải giải đấu) mà câu lạc bộ được liên kết. Một lá cờ được thể hiện bao gồm cho các huấn luyện viên có quốc tịch khác với đội tuyển quốc gia của họ.

## Bảng A

### Đức
Huấn luyện viên: Julian Nagelsmann
Từ ngày 12 đến ngày 16 tháng 5 năm 2024, Đức bắt đầu triệu tập tất cả 27 cầu thủ vào đội hình sơ bộ để chuẩn bị trước giải đấu. Ngày 7 tháng 6 cùng năm, với việc loại thủ môn Alexander Nübel ra khỏi danh sách, 26 cầu thủ chính thức tham dự giải đấu đã được chốt đơn. Tuy nhiên, Aleksandar Pavlovic xin rút lui khỏi đội tuyển do bất ngờ đổ bệnh nặng vào giờ chót, nên Emre Can là người được chọn để thay thế cho anh.
| Số | VT | Cầu thủ                     | Ngày sinh (tuổi)            | Trận | Bàn | Câu lạc bộ             |
| -- | -- | --------------------------- | --------------------------- | ---- | --- | ---------------------- |
| 1  | TM | Manuel Neuer                | 27 tháng 3, 1986 (38 tuổi)  | 119  | 0   | Bayern Munich          |
| 2  | HV | Antonio Rüdiger             | 3 tháng 3, 1993 (31 tuổi)   | 69   | 3   | Real Madrid            |
| 3  | HV | David Raum                  | 22 tháng 4, 1998 (26 tuổi)  | 21   | 0   | RB Leipzig             |
| 4  | HV | Jonathan Tah                | 11 tháng 2, 1996 (28 tuổi)  | 25   | 0   | Bayer Leverkusen       |
| 5  | TV | Pascal Groß                 | 15 tháng 6, 1991 (32 tuổi)  | 7    | 1   | Brighton & Hove Albion |
| 6  | HV | Joshua Kimmich              | 8 tháng 2, 1995 (29 tuổi)   | 86   | 6   | Bayern Munich          |
| 7  | TĐ | Kai Havertz                 | 11 tháng 6, 1999 (25 tuổi)  | 46   | 16  | Arsenal                |
| 8  | TV | Toni Kroos                  | 4 tháng 1, 1990 (34 tuổi)   | 109  | 17  | Real Madrid            |
| 9  | TĐ | Niclas Füllkrug             | 9 tháng 2, 1993 (31 tuổi)   | 16   | 11  | Borussia Dortmund      |
| 10 | TV | Jamal Musiala               | 26 tháng 2, 2003 (21 tuổi)  | 29   | 2   | Bayern Munich          |
| 11 | TĐ | Chris Führich               | 9 tháng 1, 1998 (26 tuổi)   | 4    | 0   | VfB Stuttgart          |
| 12 | TM | Oliver Baumann              | 2 tháng 6, 1990 (34 tuổi)   | 0    | 0   | TSG Hoffenheim         |
| 13 | TĐ | Thomas Müller               | 13 tháng 9, 1989 (34 tuổi)  | 129  | 45  | Bayern Munich          |
| 14 | TĐ | Maximilian Beier            | 17 tháng 10, 2002 (21 tuổi) | 1    | 0   | TSG Hoffenheim         |
| 15 | HV | Nico Schlotterbeck          | 1 tháng 12, 1999 (24 tuổi)  | 12   | 0   | Borussia Dortmund      |
| 16 | HV | Waldemar Anton              | 20 tháng 7, 1996 (27 tuổi)  | 2    | 0   | VfB Stuttgart          |
| 17 | TV | Florian Wirtz               | 3 tháng 5, 2003 (21 tuổi)   | 18   | 1   | Bayer Leverkusen       |
| 18 | HV | Maximilian Mittelstädt      | 18 tháng 3, 1997 (27 tuổi)  | 4    | 1   | VfB Stuttgart          |
| 19 | TV | Leroy Sané                  | 11 tháng 1, 1996 (28 tuổi)  | 60   | 13  | Bayern Munich          |
| 20 | HV | Benjamin Henrichs           | 23 tháng 2, 1997 (27 tuổi)  | 15   | 0   | RB Leipzig             |
| 21 | TV | İlkay Gündoğan (đội trưởng) | 24 tháng 10, 1990 (33 tuổi) | 77   | 18  | Barcelona              |
| 22 | TM | Marc-André ter Stegen       | 30 tháng 4, 1992 (32 tuổi)  | 40   | 0   | Barcelona              |
| 23 | TV | Robert Andrich              | 22 tháng 9, 1994 (29 tuổi)  | 5    | 0   | Bayer Leverkusen       |
| 24 | HV | Robin Koch                  | 17 tháng 7, 1996 (27 tuổi)  | 9    | 0   | Eintracht Frankfurt    |
| 25 | TV | Emre Can                    | 12 tháng 1, 1994 (30 tuổi)  | 43   | 1   | Borussia Dortmund      |
| 26 | TĐ | Deniz Undav                 | 19 tháng 7, 1996 (27 tuổi)  | 2    | 0   | VfB Stuttgart          |

### Scotland
Huấn luyện viên: Steve Clarke
Ngày 22 tháng 5 năm 2024, Scotland đã công bố đội hình sơ bộ gồm 28 cầu thủ được triệu tập cho giải đấu. Lyndon Dykes và Ben Doak là hai cầu thủ xin rút lui khỏi đội tuyển do chấn thương vào các ngày 1 và 4 tháng 6 cùng năm, sau đó Doak được Tommy Conway thay thế vào cùng thời điểm ngày 4 tháng 6. Sang ngày 6 tháng 6, Lewis Morgan được triệu tập bổ sung vào danh sách, và một ngày sau, với việc loại Craig Gordon và John Souttar ra khỏi danh sách, đội hình 26 cầu thủ chính thức tham dự giải đấu đã được chốt đơn.
| Số | VT | Cầu thủ                       | Ngày sinh (tuổi)            | Trận | Bàn | Câu lạc bộ             |
| -- | -- | ----------------------------- | --------------------------- | ---- | --- | ---------------------- |
| 1  | TM | Angus Gunn                    | 22 tháng 1, 1996 (28 tuổi)  | 10   | 0   | Norwich City           |
| 2  | HV | Anthony Ralston               | 16 tháng 11, 1998 (25 tuổi) | 9    | 1   | Celtic                 |
| 3  | HV | Andrew Robertson (đội trưởng) | 11 tháng 3, 1994 (30 tuổi)  | 71   | 3   | Liverpool              |
| 4  | TV | Scott McTominay               | 8 tháng 12, 1996 (27 tuổi)  | 49   | 8   | Manchester United      |
| 5  | HV | Grant Hanley                  | 20 tháng 11, 1991 (32 tuổi) | 50   | 2   | Norwich City           |
| 6  | HV | Kieran Tierney                | 5 tháng 6, 1997 (27 tuổi)   | 45   | 1   | Real Sociedad          |
| 7  | TV | John McGinn                   | 18 tháng 10, 1994 (29 tuổi) | 66   | 18  | Aston Villa            |
| 8  | TV | Callum McGregor               | 14 tháng 6, 1993 (31 tuổi)  | 60   | 3   | Celtic                 |
| 9  | TĐ | Lawrence Shankland            | 10 tháng 8, 1995 (28 tuổi)  | 11   | 3   | Heart of Midlothian    |
| 10 | TĐ | Ché Adams                     | 13 tháng 7, 1996 (27 tuổi)  | 30   | 6   | Southampton            |
| 11 | TV | Ryan Christie                 | 22 tháng 2, 1995 (29 tuổi)  | 49   | 6   | Bournemouth            |
| 12 | TM | Liam Kelly                    | 23 tháng 1, 1996 (28 tuổi)  | 1    | 0   | Motherwell             |
| 13 | HV | Jack Hendry                   | 7 tháng 5, 1995 (29 tuổi)   | 31   | 3   | Al-Ettifaq             |
| 14 | TV | Billy Gilmour                 | 11 tháng 6, 2001 (23 tuổi)  | 27   | 1   | Brighton & Hove Albion |
| 15 | HV | Ryan Porteous                 | 25 tháng 3, 1999 (25 tuổi)  | 11   | 1   | Watford                |
| 16 | HV | Liam Cooper                   | 30 tháng 8, 1991 (32 tuổi)  | 19   | 0   | Leeds United           |
| 17 | TV | Stuart Armstrong              | 30 tháng 3, 1992 (32 tuổi)  | 50   | 5   | Southampton            |
| 18 | TĐ | Lewis Morgan                  | 30 tháng 9, 1996 (27 tuổi)  | 3    | 0   | New York Red Bulls     |
| 19 | TĐ | Tommy Conway                  | 6 tháng 8, 2002 (21 tuổi)   | 1    | 0   | Bristol City           |
| 20 | TV | Ryan Jack                     | 27 tháng 2, 1992 (32 tuổi)  | 20   | 0   | Rangers                |
| 21 | TM | Zander Clark                  | 26 tháng 6, 1992 (31 tuổi)  | 4    | 0   | Heart of Midlothian    |
| 22 | HV | Ross McCrorie                 | 18 tháng 3, 1998 (26 tuổi)  | 1    | 0   | Bristol City           |
| 23 | TV | Kenny McLean                  | 8 tháng 1, 1992 (32 tuổi)   | 39   | 2   | Norwich City           |
| 24 | HV | Greg Taylor                   | 5 tháng 11, 1997 (26 tuổi)  | 14   | 0   | Celtic                 |
| 25 | TĐ | James Forrest                 | 7 tháng 7, 1991 (32 tuổi)   | 39   | 5   | Celtic                 |
| 26 | HV | Scott McKenna                 | 12 tháng 11, 1996 (27 tuổi) | 35   | 1   | Copenhagen             |

### Hungary
Huấn luyện viên:  Marco Rossi
Hungary đã công bố đội hình 26 cầu thủ chính thức tham dự giải đấu vào ngày 14 tháng 5 năm 2024. Bên cạnh đó, Rossi cũng đã công bố năm cầu thủ dự phòng thay thế trong trường hợp một vài cầu thủ gặp chấn thương hoặc xin rút lui, bao gồm: Krisztián Lisztes, Attila Mocsi, Balázs Tóth, Zalán Vancsa và Bálint Vécsei.
| Số | VT | Cầu thủ                         | Ngày sinh (tuổi)            | Trận | Bàn | Câu lạc bộ         |
| -- | -- | ------------------------------- | --------------------------- | ---- | --- | ------------------ |
| 1  | TM | Péter Gulácsi                   | 6 tháng 5, 1990 (34 tuổi)   | 54   | 0   | RB Leipzig         |
| 2  | HV | Ádám Lang                       | 17 tháng 1, 1993 (31 tuổi)  | 69   | 2   | Omonia             |
| 3  | HV | Botond Balogh                   | 6 tháng 6, 2002 (22 tuổi)   | 4    | 0   | Parma              |
| 4  | HV | Attila Szalai                   | 20 tháng 1, 1998 (26 tuổi)  | 44   | 1   | SC Freiburg        |
| 5  | HV | Attila Fiola                    | 17 tháng 2, 1990 (34 tuổi)  | 57   | 2   | Fehérvár           |
| 6  | HV | Willi Orbán                     | 3 tháng 11, 1992 (31 tuổi)  | 45   | 6   | RB Leipzig         |
| 7  | HV | Loïc Négo                       | 15 tháng 1, 1991 (33 tuổi)  | 36   | 2   | Le Havre           |
| 8  | TV | Ádám Nagy                       | 17 tháng 6, 1995 (28 tuổi)  | 81   | 2   | Spezia             |
| 9  | TĐ | Martin Ádám                     | 6 tháng 11, 1994 (29 tuổi)  | 22   | 3   | Ulsan HD           |
| 10 | TV | Dominik Szoboszlai (đội trưởng) | 25 tháng 10, 2000 (23 tuổi) | 42   | 12  | Liverpool          |
| 11 | HV | Milos Kerkez                    | 7 tháng 11, 2003 (20 tuổi)  | 16   | 0   | Bournemouth        |
| 12 | TM | Dénes Dibusz                    | 16 tháng 11, 1990 (33 tuổi) | 36   | 0   | Ferencváros        |
| 13 | TV | András Schäfer                  | 13 tháng 4, 1999 (25 tuổi)  | 25   | 3   | Union Berlin       |
| 14 | HV | Bendegúz Bolla                  | 22 tháng 11, 1999 (24 tuổi) | 17   | 0   | Servette           |
| 15 | TV | László Kleinheisler             | 8 tháng 4, 1994 (30 tuổi)   | 51   | 3   | Hajduk Split       |
| 16 | TV | Dániel Gazdag                   | 2 tháng 3, 1996 (28 tuổi)   | 25   | 4   | Philadelphia Union |
| 17 | TV | Callum Styles                   | 28 tháng 3, 2000 (24 tuổi)  | 22   | 0   | Sunderland         |
| 18 | HV | Zsolt Nagy                      | 25 tháng 5, 1993 (31 tuổi)  | 20   | 3   | Puskás Akadémia    |
| 19 | TĐ | Barnabás Varga                  | 25 tháng 10, 1994 (29 tuổi) | 11   | 6   | Ferencváros        |
| 20 | TĐ | Roland Sallai                   | 22 tháng 5, 1997 (27 tuổi)  | 49   | 13  | SC Freiburg        |
| 21 | HV | Endre Botka                     | 25 tháng 8, 1994 (29 tuổi)  | 26   | 1   | Ferencváros        |
| 22 | TM | Péter Szappanos                 | 14 tháng 11, 1990 (33 tuổi) | 1    | 0   | Paks               |
| 23 | TĐ | Kevin Csoboth                   | 20 tháng 6, 2000 (23 tuổi)  | 8    | 0   | Újpest             |
| 24 | HV | Márton Dárdai                   | 12 tháng 2, 2002 (22 tuổi)  | 3    | 0   | Hertha BSC         |
| 25 | TĐ | Krisztofer Horváth              | 8 tháng 1, 2002 (22 tuổi)   | 2    | 0   | Kecskemét          |
| 26 | TV | Mihály Kata                     | 13 tháng 4, 2002 (22 tuổi)  | 3    | 0   | MTK Budapest       |

### Thụy Sĩ
Huấn luyện viên: Murat Yakin
Thụy Sĩ đã công bố đội hình sơ bộ gồm 38 cầu thủ được triệu tập cho giải đấu vào ngày 17 tháng 5 năm 2024. Ngày 29 tháng 5 cùng năm, Yakin cho biết năm cầu thủ đầu tiên bị loại khỏi danh sách đăng ký chính thức gồm Aurèle Amenda, Ulisses Garcia, Joël Monteiro, Bryan Okoh và Bećir Omeragić, qua đó đội hình sơ bộ giảm xuống còn 33 cầu thủ. Sang ngày 5 tháng 6, liên đoàn bóng đá của nước này xác nhận có thêm sáu cầu thủ bị loại khỏi danh sách, bao gồm Kevin Mbabu, Filip Ugrinic, Albian Hajdari, Uran Bislimi, Pascal Loretz và Marvin Keller. Andi Zeqiri là cái tên cuối cùng bị loại khỏi danh sách vào ngày 7 tháng 6, qua đó chốt đơn đội hình 26 cầu thủ chính thức tham dự giải đấu.
| Số | VT | Cầu thủ                   | Ngày sinh (tuổi)            | Trận | Bàn | Câu lạc bộ               |
| -- | -- | ------------------------- | --------------------------- | ---- | --- | ------------------------ |
| 1  | TM | Yann Sommer               | 17 tháng 12, 1988 (35 tuổi) | 89   | 0   | Inter Milan              |
| 2  | HV | Leonidas Stergiou         | 3 tháng 3, 2002 (22 tuổi)   | 3    | 0   | VfB Stuttgart            |
| 3  | HV | Silvan Widmer             | 5 tháng 3, 1993 (31 tuổi)   | 43   | 4   | Mainz 05                 |
| 4  | HV | Nico Elvedi               | 30 tháng 9, 1996 (27 tuổi)  | 53   | 2   | Borussia Mönchengladbach |
| 5  | HV | Manuel Akanji             | 19 tháng 7, 1995 (28 tuổi)  | 60   | 3   | Manchester City          |
| 6  | TV | Denis Zakaria             | 20 tháng 11, 1996 (27 tuổi) | 54   | 3   | Monaco                   |
| 7  | TĐ | Breel Embolo              | 14 tháng 2, 1997 (27 tuổi)  | 63   | 13  | Monaco                   |
| 8  | TV | Remo Freuler              | 15 tháng 4, 1992 (32 tuổi)  | 67   | 8   | Bologna                  |
| 9  | TĐ | Noah Okafor               | 24 tháng 5, 2000 (24 tuổi)  | 22   | 2   | Milan                    |
| 10 | TV | Granit Xhaka (đội trưởng) | 27 tháng 9, 1992 (31 tuổi)  | 125  | 14  | Bayer Leverkusen         |
| 11 | TĐ | Renato Steffen            | 3 tháng 11, 1991 (32 tuổi)  | 39   | 4   | Lugano                   |
| 12 | TM | Yvon Mvogo                | 6 tháng 6, 1994 (30 tuổi)   | 9    | 0   | Lorient                  |
| 13 | HV | Ricardo Rodriguez         | 25 tháng 8, 1992 (31 tuổi)  | 115  | 9   | Torino                   |
| 14 | TĐ | Steven Zuber              | 17 tháng 8, 1991 (32 tuổi)  | 54   | 11  | AEK Athens               |
| 15 | HV | Cédric Zesiger            | 24 tháng 6, 1998 (25 tuổi)  | 4    | 0   | VfL Wolfsburg            |
| 16 | TV | Vincent Sierro            | 8 tháng 10, 1995 (28 tuổi)  | 3    | 0   | Toulouse                 |
| 17 | TĐ | Ruben Vargas              | 5 tháng 8, 1998 (25 tuổi)   | 43   | 7   | FC Augsburg              |
| 18 | TĐ | Kwadwo Duah               | 24 tháng 2, 1997 (27 tuổi)  | 1    | 0   | Ludogorets Razgrad       |
| 19 | TĐ | Dan Ndoye                 | 25 tháng 10, 2000 (23 tuổi) | 11   | 0   | Bologna                  |
| 20 | TV | Michel Aebischer          | 6 tháng 1, 1997 (27 tuổi)   | 20   | 0   | Bologna                  |
| 21 | TM | Gregor Kobel              | 6 tháng 12, 1997 (26 tuổi)  | 5    | 0   | Borussia Dortmund        |
| 22 | HV | Fabian Schär              | 20 tháng 12, 1991 (32 tuổi) | 81   | 8   | Newcastle United         |
| 23 | TV | Xherdan Shaqiri           | 10 tháng 10, 1991 (32 tuổi) | 123  | 31  | Chicago Fire             |
| 24 | TV | Ardon Jashari             | 30 tháng 7, 2002 (21 tuổi)  | 2    | 0   | Luzern                   |
| 25 | TĐ | Zeki Amdouni              | 4 tháng 12, 2000 (23 tuổi)  | 15   | 7   | Burnley                  |
| 26 | TV | Fabian Rieder             | 16 tháng 2, 2002 (22 tuổi)  | 5    | 0   | Rennes                   |

## Bảng B

### Tây Ban Nha
Huấn luyện viên: Luis de la Fuente
Tây Ban Nha đã công bố đội hình sơ bộ gồm 29 cầu thủ được triệu tập cho giải đấu vào ngày 27 tháng 5 năm 2024. Đến ngày 7 tháng 6 cùng năm, với việc loại Pau Cubarsí, Aleix García và Marcos Llorente, đội hình 26 cầu thủ chính thức tham dự giải đấu đã được chốt đơn.
| Số | VT | Cầu thủ                    | Ngày sinh (tuổi)            | Trận | Bàn | Câu lạc bộ          |
| -- | -- | -------------------------- | --------------------------- | ---- | --- | ------------------- |
| 1  | TM | David Raya                 | 15 tháng 9, 1995 (28 tuổi)  | 5    | 0   | Arsenal             |
| 2  | HV | Dani Carvajal              | 11 tháng 1, 1992 (32 tuổi)  | 44   | 0   | Real Madrid         |
| 3  | HV | Robin Le Normand           | 11 tháng 11, 1996 (27 tuổi) | 11   | 1   | Real Sociedad       |
| 4  | HV | Nacho                      | 18 tháng 1, 1990 (34 tuổi)  | 25   | 1   | Real Madrid         |
| 5  | HV | Daniel Vivian              | 5 tháng 7, 1999 (24 tuổi)   | 2    | 0   | Athletic Bilbao     |
| 6  | TV | Mikel Merino               | 22 tháng 6, 1996 (27 tuổi)  | 21   | 1   | Real Sociedad       |
| 7  | TĐ | Álvaro Morata (đội trưởng) | 23 tháng 10, 1992 (31 tuổi) | 73   | 35  | Atlético Madrid     |
| 8  | TV | Fabián Ruiz                | 3 tháng 4, 1996 (28 tuổi)   | 23   | 2   | Paris Saint-Germain |
| 9  | TĐ | Joselu                     | 27 tháng 3, 1990 (34 tuổi)  | 11   | 5   | Real Madrid         |
| 10 | TV | Dani Olmo                  | 7 tháng 5, 1998 (26 tuổi)   | 33   | 8   | RB Leipzig          |
| 11 | TĐ | Ferran Torres              | 29 tháng 2, 2000 (24 tuổi)  | 41   | 19  | Barcelona           |
| 12 | HV | Álex Grimaldo              | 20 tháng 9, 1995 (28 tuổi)  | 4    | 0   | Bayer Leverkusen    |
| 13 | TM | Álex Remiro                | 24 tháng 3, 1995 (29 tuổi)  | 1    | 0   | Real Sociedad       |
| 14 | HV | Aymeric Laporte            | 27 tháng 5, 1994 (30 tuổi)  | 29   | 1   | Al Nassr            |
| 15 | TV | Álex Baena                 | 20 tháng 7, 2001 (22 tuổi)  | 3    | 1   | Villarreal          |
| 16 | TV | Rodri                      | 22 tháng 6, 1996 (27 tuổi)  | 50   | 3   | Manchester City     |
| 17 | TĐ | Nico Williams              | 12 tháng 7, 2002 (21 tuổi)  | 14   | 2   | Athletic Bilbao     |
| 18 | TV | Martín Zubimendi           | 2 tháng 2, 1999 (25 tuổi)   | 6    | 0   | Real Sociedad       |
| 19 | TĐ | Lamine Yamal               | 13 tháng 7, 2007 (16 tuổi)  | 7    | 2   | Barcelona           |
| 20 | TV | Pedri                      | 25 tháng 11, 2002 (21 tuổi) | 20   | 2   | Barcelona           |
| 21 | TĐ | Mikel Oyarzabal            | 21 tháng 4, 1997 (27 tuổi)  | 30   | 11  | Real Sociedad       |
| 22 | HV | Jesús Navas                | 21 tháng 11, 1985 (38 tuổi) | 53   | 5   | Sevilla             |
| 23 | TM | Unai Simón                 | 11 tháng 6, 1997 (27 tuổi)  | 40   | 0   | Athletic Bilbao     |
| 24 | HV | Marc Cucurella             | 22 tháng 7, 1998 (25 tuổi)  | 4    | 0   | Chelsea             |
| 25 | TV | Fermín López               | 11 tháng 5, 2003 (21 tuổi)  | 1    | 0   | Barcelona           |
| 26 | TĐ | Ayoze Pérez                | 29 tháng 7, 1993 (30 tuổi)  | 1    | 1   | Real Betis          |

### Croatia
Huấn luyện viên: Zlatko Dalić
Ngày 20 tháng 5 năm 2024, Croatia đã công bố đội hình sơ bộ gồm 35 cầu thủ tham gia cho giải đấu. Ngày 7 tháng 6 cùng năm, đội hình 26 cầu thủ chính thức tham dự giải đấu đã được liên đoàn bóng đá của nước này chốt đơn.
| Số | VT | Cầu thủ                  | Ngày sinh (tuổi)            | Trận | Bàn | Câu lạc bộ        |
| -- | -- | ------------------------ | --------------------------- | ---- | --- | ----------------- |
| 1  | TM | Dominik Livaković        | 9 tháng 1, 1995 (29 tuổi)   | 54   | 0   | Fenerbahçe        |
| 2  | HV | Josip Stanišić           | 2 tháng 4, 2000 (24 tuổi)   | 18   | 0   | Bayer Leverkusen  |
| 3  | HV | Marin Pongračić          | 11 tháng 9, 1997 (26 tuổi)  | 8    | 0   | Lecce             |
| 4  | HV | Joško Gvardiol           | 23 tháng 1, 2002 (22 tuổi)  | 30   | 2   | Manchester City   |
| 5  | HV | Martin Erlić             | 24 tháng 1, 1998 (26 tuổi)  | 9    | 0   | Sassuolo          |
| 6  | HV | Josip Šutalo             | 28 tháng 2, 2000 (24 tuổi)  | 14   | 0   | Ajax              |
| 7  | TV | Lovro Majer              | 17 tháng 1, 1998 (26 tuổi)  | 31   | 8   | VfL Wolfsburg     |
| 8  | TV | Mateo Kovačić            | 6 tháng 5, 1994 (30 tuổi)   | 101  | 5   | Manchester City   |
| 9  | TĐ | Andrej Kramarić          | 19 tháng 6, 1991 (32 tuổi)  | 93   | 28  | TSG Hoffenheim    |
| 10 | TV | Luka Modrić (đội trưởng) | 9 tháng 9, 1985 (38 tuổi)   | 175  | 25  | Real Madrid       |
| 11 | TV | Marcelo Brozović         | 16 tháng 11, 1992 (31 tuổi) | 96   | 7   | Al Nassr          |
| 12 | TM | Nediljko Labrović        | 10 tháng 10, 1999 (24 tuổi) | 1    | 0   | Rijeka            |
| 13 | TV | Nikola Vlašić            | 4 tháng 10, 1997 (26 tuổi)  | 56   | 8   | Torino            |
| 14 | TĐ | Ivan Perišić             | 2 tháng 2, 1989 (35 tuổi)   | 131  | 33  | Hajduk Split      |
| 15 | TV | Mario Pašalić            | 9 tháng 2, 1995 (29 tuổi)   | 63   | 10  | Atalanta          |
| 16 | TĐ | Ante Budimir             | 22 tháng 7, 1991 (32 tuổi)  | 21   | 3   | Osasuna           |
| 17 | TĐ | Bruno Petković           | 16 tháng 9, 1994 (29 tuổi)  | 38   | 11  | Dinamo Zagreb     |
| 18 | TĐ | Luka Ivanušec            | 26 tháng 11, 1998 (25 tuổi) | 21   | 2   | Feyenoord         |
| 19 | HV | Borna Sosa               | 21 tháng 1, 1998 (26 tuổi)  | 20   | 1   | Ajax              |
| 20 | TĐ | Marko Pjaca              | 6 tháng 5, 1995 (29 tuổi)   | 26   | 1   | Rijeka            |
| 21 | HV | Domagoj Vida             | 29 tháng 4, 1989 (35 tuổi)  | 105  | 4   | AEK Athens        |
| 22 | HV | Josip Juranović          | 16 tháng 8, 1995 (28 tuổi)  | 37   | 0   | Union Berlin      |
| 23 | TM | Ivica Ivušić             | 1 tháng 2, 1995 (29 tuổi)   | 6    | 0   | Pafos             |
| 24 | TĐ | Marco Pašalić            | 14 tháng 9, 2000 (23 tuổi)  | 5    | 1   | Rijeka            |
| 25 | TV | Luka Sučić               | 8 tháng 9, 2002 (21 tuổi)   | 7    | 0   | Red Bull Salzburg |
| 26 | TV | Martin Baturina          | 16 tháng 2, 2003 (21 tuổi)  | 3    | 0   | Dinamo Zagreb     |

### Ý
Huấn luyện viên: Luciano Spalletti
Ngày 23 tháng 5 năm 2024, Ý đã công bố đội hình sơ bộ gồm 30 cầu thủ được triệu tập cho giải đấu. Francesco Acerbi và Georgio Scalvini lần lượt rút khỏi đội tuyển vào các ngày 30 tháng 5 và 2 tháng 6 cùng năm do chấn thương, và đến ngày 3 tháng 6, Federico Gatti được gọi vào đội tuyển để thay thế cho họ. Với việc loại Ivan Provedel, Samuele Ricci và Riccardo Orsolini, đội hình 26 cầu thủ chính thức tham dự giải đấu đã được liên đoàn bóng đá nước này chốt đơn vào ngày 6 tháng 6 năm 2024.
| Số | VT | Cầu thủ                           | Ngày sinh (tuổi)            | Trận | Bàn | Câu lạc bộ          |
| -- | -- | --------------------------------- | --------------------------- | ---- | --- | ------------------- |
| 1  | TM | Gianluigi Donnarumma (đội trưởng) | 25 tháng 2, 1999 (25 tuổi)  | 62   | 0   | Paris Saint-Germain |
| 2  | HV | Giovanni Di Lorenzo               | 4 tháng 8, 1993 (30 tuổi)   | 35   | 3   | Napoli              |
| 3  | HV | Federico Dimarco                  | 10 tháng 11, 1997 (26 tuổi) | 19   | 2   | Inter Milan         |
| 4  | HV | Alessandro Buongiorno             | 6 tháng 6, 1999 (25 tuổi)   | 4    | 0   | Torino              |
| 5  | HV | Riccardo Calafiori                | 19 tháng 5, 2002 (22 tuổi)  | 2    | 0   | Bologna             |
| 6  | HV | Federico Gatti                    | 24 tháng 6, 1998 (25 tuổi)  | 3    | 0   | Juventus            |
| 7  | TV | Davide Frattesi                   | 22 tháng 9, 1999 (24 tuổi)  | 15   | 5   | Inter Milan         |
| 8  | TV | Jorginho                          | 20 tháng 12, 1991 (32 tuổi) | 54   | 5   | Arsenal             |
| 9  | TĐ | Gianluca Scamacca                 | 1 tháng 1, 1999 (25 tuổi)   | 16   | 1   | Atalanta            |
| 10 | TV | Lorenzo Pellegrini                | 19 tháng 6, 1996 (27 tuổi)  | 30   | 6   | Roma                |
| 11 | TĐ | Giacomo Raspadori                 | 18 tháng 2, 2000 (24 tuổi)  | 28   | 6   | Napoli              |
| 12 | TM | Guglielmo Vicario                 | 7 tháng 10, 1996 (27 tuổi)  | 2    | 0   | Tottenham Hotspur   |
| 13 | HV | Matteo Darmian                    | 2 tháng 12, 1989 (34 tuổi)  | 43   | 2   | Inter Milan         |
| 14 | TĐ | Federico Chiesa                   | 25 tháng 10, 1997 (26 tuổi) | 47   | 7   | Juventus            |
| 15 | HV | Raoul Bellanova                   | 17 tháng 5, 2000 (24 tuổi)  | 2    | 0   | Torino              |
| 16 | TV | Bryan Cristante                   | 3 tháng 3, 1995 (29 tuổi)   | 40   | 2   | Roma                |
| 17 | HV | Gianluca Mancini                  | 17 tháng 4, 1996 (28 tuổi)  | 13   | 0   | Roma                |
| 18 | TV | Nicolò Barella                    | 7 tháng 2, 1997 (27 tuổi)   | 53   | 9   | Inter Milan         |
| 19 | TĐ | Mateo Retegui                     | 29 tháng 4, 1999 (25 tuổi)  | 8    | 4   | Genoa               |
| 20 | TĐ | Mattia Zaccagni                   | 16 tháng 6, 1995 (28 tuổi)  | 5    | 0   | Lazio               |
| 21 | TV | Nicolò Fagioli                    | 12 tháng 2, 2001 (23 tuổi)  | 3    | 0   | Juventus            |
| 22 | TĐ | Stephan El Shaarawy               | 27 tháng 10, 1992 (31 tuổi) | 31   | 7   | Roma                |
| 23 | HV | Alessandro Bastoni                | 13 tháng 4, 1999 (25 tuổi)  | 23   | 1   | Inter Milan         |
| 24 | HV | Andrea Cambiaso                   | 20 tháng 2, 2000 (24 tuổi)  | 4    | 0   | Juventus            |
| 25 | TV | Michael Folorunsho                | 7 tháng 2, 1998 (26 tuổi)   | 1    | 0   | Hellas Verona       |
| 26 | TM | Alex Meret                        | 22 tháng 3, 1997 (27 tuổi)  | 3    | 0   | Napoli              |

### Albania
Huấn luyện viên:  Sylvinho
Ngày 27 tháng 5 năm 2024, Albania đã công bố đội hình sơ bộ gồm 27 cầu thủ được triệu tập cho giải đấu. Đến ngày 8 tháng 6 cùng năm, với việc thủ môn Simon Simoni bị loại khỏi danh sách, đội hình 26 cầu thủ chính thức tham dự giải đấu đã được chốt đơn.
| Số | VT | Cầu thủ                     | Ngày sinh (tuổi)            | Trận | Bàn | Câu lạc bộ       |
| -- | -- | --------------------------- | --------------------------- | ---- | --- | ---------------- |
| 1  | TM | Etrit Berisha               | 10 tháng 3, 1989 (35 tuổi)  | 81   | 0   | Empoli           |
| 2  | HV | Iván Balliu                 | 1 tháng 1, 1992 (32 tuổi)   | 13   | 0   | Rayo Vallecano   |
| 3  | HV | Mario Mitaj                 | 6 tháng 8, 2003 (20 tuổi)   | 14   | 0   | Lokomotiv Moscow |
| 4  | HV | Elseid Hysaj                | 2 tháng 2, 1994 (30 tuổi)   | 84   | 2   | Lazio            |
| 5  | HV | Arlind Ajeti                | 25 tháng 9, 1993 (30 tuổi)  | 26   | 1   | CFR Cluj         |
| 6  | HV | Berat Djimsiti (đội trưởng) | 19 tháng 2, 1993 (31 tuổi)  | 58   | 1   | Atalanta         |
| 7  | TĐ | Rey Manaj                   | 24 tháng 2, 1997 (27 tuổi)  | 34   | 8   | Sivasspor        |
| 8  | TV | Klaus Gjasula               | 14 tháng 12, 1989 (34 tuổi) | 28   | 0   | Darmstadt 98     |
| 9  | TĐ | Jasir Asani                 | 19 tháng 5, 1995 (29 tuổi)  | 13   | 4   | Gwangju          |
| 10 | TV | Nedim Bajrami               | 28 tháng 2, 1999 (25 tuổi)  | 23   | 4   | Sassuolo         |
| 11 | TĐ | Armando Broja               | 10 tháng 9, 2001 (22 tuổi)  | 21   | 5   | Fulham           |
| 12 | TM | Elhan Kastrati              | 2 tháng 2, 1997 (27 tuổi)   | 2    | 0   | Cittadella       |
| 13 | HV | Enea Mihaj                  | 5 tháng 7, 1998 (25 tuổi)   | 19   | 0   | Famalicão        |
| 14 | TV | Qazim Laçi                  | 19 tháng 1, 1996 (28 tuổi)  | 27   | 3   | Sparta Prague    |
| 15 | TĐ | Taulant Seferi              | 15 tháng 11, 1996 (27 tuổi) | 19   | 3   | Baniyas          |
| 16 | TV | Medon Berisha               | 21 tháng 10, 2003 (20 tuổi) | 1    | 0   | Lecce            |
| 17 | TV | Ernest Muçi                 | 19 tháng 3, 2001 (23 tuổi)  | 10   | 3   | Beşiktaş         |
| 18 | HV | Ardian Ismajli              | 30 tháng 9, 1996 (27 tuổi)  | 38   | 2   | Empoli           |
| 19 | TĐ | Mirlind Daku                | 1 tháng 1, 1998 (26 tuổi)   | 5    | 1   | Rubin Kazan      |
| 20 | TV | Ylber Ramadani              | 12 tháng 4, 1996 (28 tuổi)  | 35   | 1   | Lecce            |
| 21 | TV | Kristjan Asllani            | 9 tháng 3, 2002 (22 tuổi)   | 20   | 2   | Inter Milan      |
| 22 | TV | Amir Abrashi                | 27 tháng 3, 1990 (34 tuổi)  | 50   | 1   | Grasshoppers     |
| 23 | TM | Thomas Strakosha            | 19 tháng 3, 1995 (29 tuổi)  | 28   | 0   | Brentford        |
| 24 | HV | Marash Kumbulla             | 8 tháng 2, 2000 (24 tuổi)   | 19   | 0   | Sassuolo         |
| 25 | HV | Naser Aliji                 | 27 tháng 12, 1993 (30 tuổi) | 14   | 0   | Voluntari        |
| 26 | TĐ | Arbër Hoxha                 | 6 tháng 10, 1998 (25 tuổi)  | 4    | 0   | Dinamo Zagreb    |

## Bảng C

### Slovenia
Huấn luyện viên: Matjaž Kek
Ngày 21 tháng 5 năm 2024, 30 cầu thủ đều có tên trong đội hình sơ bộ của Slovenia để chuẩn bị trước giải đấu. Đến ngày 7 tháng 6 năm 2024, với việc loại Matevž Vidovšek, Žan Zaletel, Luka Zahović và Miha Zajc, 26 cầu thủ chính thức tham dự giải đấu đã được chốt đơn.
| Số | VT | Cầu thủ                | Ngày sinh (tuổi)            | Trận | Bàn | Câu lạc bộ         |
| -- | -- | ---------------------- | --------------------------- | ---- | --- | ------------------ |
| 1  | TM | Jan Oblak (đội trưởng) | 7 tháng 1, 1993 (31 tuổi)   | 65   | 0   | Atlético Madrid    |
| 2  | HV | Žan Karničnik          | 18 tháng 9, 1994 (29 tuổi)  | 28   | 1   | Celje              |
| 3  | HV | Jure Balkovec          | 9 tháng 9, 1994 (29 tuổi)   | 33   | 0   | Alanyaspor         |
| 4  | HV | Miha Blažič            | 8 tháng 5, 1993 (31 tuổi)   | 32   | 0   | Lech Poznań        |
| 5  | TV | Jon Gorenc Stanković   | 14 tháng 1, 1996 (28 tuổi)  | 24   | 1   | Sturm Graz         |
| 6  | HV | Jaka Bijol             | 5 tháng 2, 1999 (25 tuổi)   | 49   | 1   | Udinese            |
| 7  | TV | Benjamin Verbič        | 27 tháng 11, 1993 (30 tuổi) | 58   | 6   | Panathinaikos      |
| 8  | TV | Sandi Lovrić           | 28 tháng 3, 1998 (26 tuổi)  | 35   | 4   | Udinese            |
| 9  | TĐ | Andraž Šporar          | 27 tháng 2, 1994 (30 tuổi)  | 53   | 12  | Panathinaikos      |
| 10 | TV | Timi Max Elšnik        | 29 tháng 4, 1998 (26 tuổi)  | 15   | 1   | Olimpija Ljubljana |
| 11 | TĐ | Benjamin Šeško         | 31 tháng 5, 2003 (21 tuổi)  | 29   | 11  | RB Leipzig         |
| 12 | TM | Vid Belec              | 6 tháng 6, 1990 (34 tuổi)   | 21   | 0   | APOEL              |
| 13 | HV | Erik Janža             | 21 tháng 6, 1993 (30 tuổi)  | 10   | 2   | Górnik Zabrze      |
| 14 | TV | Jasmin Kurtić          | 10 tháng 1, 1989 (35 tuổi)  | 91   | 2   | Südtirol           |
| 15 | TV | Tomi Horvat            | 24 tháng 3, 1999 (25 tuổi)  | 7    | 0   | Sturm Graz         |
| 16 | TM | Igor Vekić             | 6 tháng 5, 1998 (26 tuổi)   | 1    | 0   | Vejle              |
| 17 | TĐ | Jan Mlakar             | 23 tháng 10, 1998 (25 tuổi) | 17   | 3   | Pisa               |
| 18 | TĐ | Žan Vipotnik           | 18 tháng 3, 2002 (22 tuổi)  | 9    | 2   | Bordeaux           |
| 19 | TĐ | Žan Celar              | 14 tháng 3, 1999 (25 tuổi)  | 10   | 0   | Lugano             |
| 20 | HV | Petar Stojanović       | 7 tháng 10, 1995 (28 tuổi)  | 53   | 2   | Sampdoria          |
| 21 | HV | Vanja Drkušić          | 30 tháng 10, 1999 (24 tuổi) | 7    | 0   | Sochi              |
| 22 | TV | Adam Gnezda Čerin      | 16 tháng 7, 1999 (24 tuổi)  | 31   | 4   | Panathinaikos      |
| 23 | HV | David Brekalo          | 3 tháng 12, 1998 (25 tuổi)  | 13   | 1   | Orlando City       |
| 24 | TV | Nino Žugelj            | 23 tháng 5, 2000 (24 tuổi)  | 1    | 0   | Bodø/Glimt         |
| 25 | TV | Adrian Zeljković       | 19 tháng 8, 2002 (21 tuổi)  | 1    | 0   | Spartak Trnava     |
| 26 | TĐ | Josip Iličić           | 29 tháng 1, 1988 (36 tuổi)  | 81   | 17  | Maribor            |

### Đan Mạch
Huấn luyện viên: Kasper Hjulmand
Đan Mạch đã công bố đội hình 26 cầu thủ chính thức tham dự giải đấu vào ngày 30 tháng 5 năm 2024.
| Số | VT | Cầu thủ                 | Ngày sinh (tuổi)            | Trận | Bàn | Câu lạc bộ        |
| -- | -- | ----------------------- | --------------------------- | ---- | --- | ----------------- |
| 1  | TM | Kasper Schmeichel       | 5 tháng 11, 1986 (37 tuổi)  | 101  | 0   | Anderlecht        |
| 2  | HV | Joachim Andersen        | 31 tháng 5, 1996 (28 tuổi)  | 32   | 0   | Crystal Palace    |
| 3  | HV | Jannik Vestergaard      | 3 tháng 8, 1992 (31 tuổi)   | 41   | 3   | Leicester City    |
| 4  | HV | Simon Kjær (đội trưởng) | 26 tháng 3, 1989 (35 tuổi)  | 132  | 5   | Milan             |
| 5  | HV | Joakim Mæhle            | 20 tháng 5, 1997 (27 tuổi)  | 45   | 11  | VfL Wolfsburg     |
| 6  | HV | Andreas Christensen     | 10 tháng 4, 1996 (28 tuổi)  | 69   | 3   | Barcelona         |
| 7  | TV | Mathias Jensen          | 1 tháng 1, 1996 (28 tuổi)   | 30   | 1   | Brentford         |
| 8  | TV | Thomas Delaney          | 3 tháng 9, 1991 (32 tuổi)   | 78   | 8   | Anderlecht        |
| 9  | TĐ | Rasmus Højlund          | 4 tháng 2, 2003 (21 tuổi)   | 14   | 7   | Manchester United |
| 10 | TV | Christian Eriksen       | 14 tháng 2, 1992 (32 tuổi)  | 130  | 41  | Manchester United |
| 11 | TV | Andreas Skov Olsen      | 29 tháng 12, 1999 (24 tuổi) | 30   | 8   | Club Brugge       |
| 12 | TĐ | Kasper Dolberg          | 6 tháng 10, 1997 (26 tuổi)  | 47   | 11  | Anderlecht        |
| 13 | HV | Mathias Jørgensen       | 23 tháng 4, 1990 (34 tuổi)  | 37   | 2   | Brentford         |
| 14 | TV | Mikkel Damsgaard        | 3 tháng 7, 2000 (23 tuổi)   | 27   | 4   | Brentford         |
| 15 | TV | Christian Nørgaard      | 10 tháng 3, 1994 (30 tuổi)  | 25   | 1   | Brentford         |
| 16 | TM | Mads Hermansen          | 11 tháng 7, 2000 (23 tuổi)  | 0    | 0   | Leicester City    |
| 17 | HV | Victor Kristiansen      | 16 tháng 12, 2002 (21 tuổi) | 8    | 0   | Bologna           |
| 18 | HV | Alexander Bah           | 9 tháng 12, 1997 (26 tuổi)  | 11   | 1   | Benfica           |
| 19 | TĐ | Jonas Wind              | 7 tháng 2, 1999 (25 tuổi)   | 27   | 8   | VfL Wolfsburg     |
| 20 | TĐ | Yussuf Poulsen          | 15 tháng 6, 1994 (29 tuổi)  | 79   | 13  | RB Leipzig        |
| 21 | TV | Morten Hjulmand         | 25 tháng 6, 1999 (24 tuổi)  | 7    | 0   | Sporting CP       |
| 22 | TM | Frederik Rønnow         | 4 tháng 8, 1992 (31 tuổi)   | 10   | 0   | Union Berlin      |
| 23 | TV | Pierre-Emile Højbjerg   | 5 tháng 8, 1995 (28 tuổi)   | 77   | 10  | Tottenham Hotspur |
| 24 | TĐ | Anders Dreyer           | 2 tháng 5, 1998 (26 tuổi)   | 3    | 0   | Anderlecht        |
| 25 | HV | Rasmus Kristensen       | 11 tháng 7, 1997 (26 tuổi)  | 21   | 0   | Roma              |
| 26 | TĐ | Jacob Bruun Larsen      | 19 tháng 9, 1998 (25 tuổi)  | 6    | 1   | Burnley           |

### Serbia
Huấn luyện viên: Dragan Stojković
Ngày 18 tháng 5 năm 2024, Serbia đã công bố đội hình sơ bộ gồm 35 cầu thủ được triệu tập cho giải đấu. Đến ngày 27 tháng 5 cùng năm, 26 cầu thủ chính thức đã được hiệp hội bóng đá của nước này xác nhận tham dự giải đấu.
| Số | VT | Cầu thủ                  | Ngày sinh (tuổi)            | Trận | Bàn | Câu lạc bộ        |
| -- | -- | ------------------------ | --------------------------- | ---- | --- | ----------------- |
| 1  | TM | Predrag Rajković         | 31 tháng 10, 1995 (28 tuổi) | 32   | 0   | Mallorca          |
| 2  | HV | Strahinja Pavlović       | 24 tháng 5, 2001 (23 tuổi)  | 35   | 4   | Red Bull Salzburg |
| 3  | HV | Nemanja Stojić           | 15 tháng 1, 1998 (26 tuổi)  | 2    | 0   | TSC               |
| 4  | HV | Nikola Milenković        | 12 tháng 10, 1997 (26 tuổi) | 53   | 3   | Fiorentina        |
| 5  | TV | Nemanja Maksimović       | 26 tháng 1, 1995 (29 tuổi)  | 49   | 0   | Getafe            |
| 6  | HV | Nemanja Gudelj           | 16 tháng 11, 1991 (32 tuổi) | 62   | 1   | Sevilla           |
| 7  | TĐ | Dušan Vlahović           | 28 tháng 1, 2000 (24 tuổi)  | 27   | 13  | Juventus          |
| 8  | TĐ | Luka Jović               | 23 tháng 12, 1997 (26 tuổi) | 35   | 10  | Milan             |
| 9  | TĐ | Aleksandar Mitrović      | 16 tháng 9, 1994 (29 tuổi)  | 91   | 58  | Al Hilal          |
| 10 | TV | Dušan Tadić (đội trưởng) | 20 tháng 11, 1988 (35 tuổi) | 108  | 23  | Fenerbahçe        |
| 11 | TV | Filip Kostić             | 1 tháng 11, 1992 (31 tuổi)  | 63   | 3   | Juventus          |
| 12 | TM | Đorđe Petrović           | 8 tháng 10, 1999 (24 tuổi)  | 3    | 0   | Chelsea           |
| 13 | HV | Miloš Veljković          | 26 tháng 9, 1995 (28 tuổi)  | 30   | 1   | Werder Bremen     |
| 14 | TV | Andrija Živković         | 11 tháng 7, 1996 (27 tuổi)  | 46   | 1   | PAOK              |
| 15 | HV | Srđan Babić              | 22 tháng 4, 1996 (28 tuổi)  | 8    | 1   | Spartak Moscow    |
| 16 | TV | Srđan Mijailović         | 10 tháng 11, 1993 (30 tuổi) | 7    | 0   | Red Star Belgrade |
| 17 | TV | Ivan Ilić                | 17 tháng 3, 2001 (23 tuổi)  | 16   | 0   | Torino            |
| 18 | TĐ | Petar Ratkov             | 18 tháng 8, 2003 (20 tuổi)  | 1    | 0   | Red Bull Salzburg |
| 19 | TV | Lazar Samardžić          | 24 tháng 2, 2002 (22 tuổi)  | 9    | 0   | Udinese           |
| 20 | TV | Sergej Milinković-Savić  | 27 tháng 2, 1995 (29 tuổi)  | 51   | 9   | Al Hilal          |
| 21 | TV | Mijat Gaćinović          | 8 tháng 2, 1995 (29 tuổi)   | 27   | 2   | AEK Athens        |
| 22 | TV | Saša Lukić               | 13 tháng 8, 1996 (27 tuổi)  | 46   | 2   | Fulham            |
| 23 | TM | Vanja Milinković-Savić   | 20 tháng 2, 1997 (27 tuổi)  | 19   | 0   | Torino            |
| 24 | HV | Uroš Spajić              | 13 tháng 2, 1993 (31 tuổi)  | 21   | 0   | Red Star Belgrade |
| 25 | HV | Filip Mladenović         | 15 tháng 8, 1991 (32 tuổi)  | 31   | 1   | Panathinaikos     |
| 26 | TV | Veljko Birmančević       | 5 tháng 3, 1998 (26 tuổi)   | 5    | 0   | Sparta Prague     |

### Anh
Huấn luyện viên: Gareth Southgate
Ngày 21 tháng 5 năm 2024, Anh đã triệu tập 33 cầu thủ vào đội tuyển để tham gia trại huấn luyện sơ bộ trước giải đấu. Ngày 6 tháng 6 cùng năm, hiệp hội của bóng đá nước này xác nhận rằng James Maddison và Curtis Jones không có tên trong danh sách đăng ký chính thức. Đội hình 26 cầu thủ chính thức tham dự giải đấu của đội tuyển đã được chốt đơn ngay sau đó, với Harry Maguire, Jack Grealish, Jarrad Branthwaite, Jarell Quansah và James Trafford là những cái tên bị loại khỏi danh sách.
| Số | VT | Cầu thủ                 | Ngày sinh (tuổi)            | Trận | Bàn | Câu lạc bộ             |
| -- | -- | ----------------------- | --------------------------- | ---- | --- | ---------------------- |
| 1  | TM | Jordan Pickford         | 7 tháng 3, 1994 (30 tuổi)   | 61   | 0   | Everton                |
| 2  | HV | Kyle Walker             | 28 tháng 5, 1990 (34 tuổi)  | 83   | 1   | Manchester City        |
| 3  | HV | Luke Shaw               | 12 tháng 7, 1995 (28 tuổi)  | 31   | 3   | Manchester United      |
| 4  | TV | Declan Rice             | 14 tháng 1, 1999 (25 tuổi)  | 51   | 3   | Arsenal                |
| 5  | HV | John Stones             | 28 tháng 5, 1994 (30 tuổi)  | 72   | 3   | Manchester City        |
| 6  | HV | Marc Guéhi              | 13 tháng 7, 2000 (23 tuổi)  | 11   | 0   | Crystal Palace         |
| 7  | TĐ | Bukayo Saka             | 5 tháng 9, 2001 (22 tuổi)   | 33   | 11  | Arsenal                |
| 8  | TV | Trent Alexander-Arnold  | 7 tháng 10, 1998 (25 tuổi)  | 25   | 3   | Liverpool              |
| 9  | TĐ | Harry Kane (đội trưởng) | 28 tháng 7, 1993 (30 tuổi)  | 91   | 63  | Bayern Munich          |
| 10 | TV | Jude Bellingham         | 29 tháng 6, 2003 (20 tuổi)  | 29   | 3   | Real Madrid            |
| 11 | TĐ | Phil Foden              | 28 tháng 5, 2000 (24 tuổi)  | 34   | 4   | Manchester City        |
| 12 | HV | Kieran Trippier         | 19 tháng 9, 1990 (33 tuổi)  | 48   | 1   | Newcastle United       |
| 13 | TM | Aaron Ramsdale          | 14 tháng 5, 1998 (26 tuổi)  | 5    | 0   | Arsenal                |
| 14 | HV | Ezri Konsa              | 23 tháng 10, 1997 (26 tuổi) | 4    | 0   | Aston Villa            |
| 15 | HV | Lewis Dunk              | 21 tháng 11, 1991 (32 tuổi) | 6    | 0   | Brighton & Hove Albion |
| 16 | TV | Conor Gallagher         | 6 tháng 2, 2000 (24 tuổi)   | 13   | 0   | Chelsea                |
| 17 | TĐ | Ivan Toney              | 16 tháng 3, 1996 (28 tuổi)  | 3    | 1   | Brentford              |
| 18 | TĐ | Anthony Gordon          | 24 tháng 2, 2001 (23 tuổi)  | 3    | 0   | Newcastle United       |
| 19 | TĐ | Ollie Watkins           | 30 tháng 12, 1995 (28 tuổi) | 12   | 3   | Aston Villa            |
| 20 | TĐ | Jarrod Bowen            | 20 tháng 12, 1996 (27 tuổi) | 8    | 0   | West Ham United        |
| 21 | TV | Eberechi Eze            | 29 tháng 6, 1998 (25 tuổi)  | 4    | 0   | Crystal Palace         |
| 22 | HV | Joe Gomez               | 23 tháng 5, 1997 (27 tuổi)  | 15   | 0   | Liverpool              |
| 23 | TM | Dean Henderson          | 12 tháng 3, 1997 (27 tuổi)  | 1    | 0   | Crystal Palace         |
| 24 | TV | Cole Palmer             | 6 tháng 5, 2002 (22 tuổi)   | 4    | 1   | Chelsea                |
| 25 | TV | Adam Wharton            | 6 tháng 2, 2004 (20 tuổi)   | 1    | 0   | Crystal Palace         |
| 26 | TV | Kobbie Mainoo           | 19 tháng 4, 2005 (19 tuổi)  | 3    | 0   | Manchester United      |

## Bảng D

### Ba Lan
Huấn luyện viên: Michał Probierz
Ngày 29 tháng 5 năm 2024, Ba Lan đã công bố đội hình sơ bộ gồm 29 cầu thủ tham dự cho giải đấu. Ngày 2 tháng 6 cùng năm, Mateusz Kochalski thay thế cho Oliwier Zych đang gặp chấn thương, và một ngày sau, Jakub Kałuziński được triệu tập bổ sung vào danh sách. Đến ngày 7 tháng 6, với việc loại Mateusz Kochalski, Paweł Bochniewicz, Jakub Kałuziński và Arkadiusz Milik, đội hình 26 cầu thủ chính thức tham dự giải đấu đã được chốt đơn.
| Số | VT | Cầu thủ                         | Ngày sinh (tuổi)            | Trận | Bàn | Câu lạc bộ             |
| -- | -- | ------------------------------- | --------------------------- | ---- | --- | ---------------------- |
| 1  | TM | Wojciech Szczęsny               | 18 tháng 4, 1990 (34 tuổi)  | 82   | 0   | Juventus               |
| 2  | HV | Bartosz Salamon                 | 1 tháng 5, 1991 (33 tuổi)   | 14   | 0   | Lech Poznań            |
| 3  | HV | Paweł Dawidowicz                | 20 tháng 5, 1995 (29 tuổi)  | 11   | 0   | Hellas Verona          |
| 4  | HV | Sebastian Walukiewicz           | 5 tháng 4, 2000 (24 tuổi)   | 4    | 1   | Empoli                 |
| 5  | HV | Jan Bednarek                    | 12 tháng 4, 1996 (28 tuổi)  | 57   | 1   | Southampton            |
| 6  | TV | Jakub Piotrowski                | 4 tháng 10, 1997 (26 tuổi)  | 6    | 2   | Ludogorets Razgrad     |
| 7  | TĐ | Karol Świderski                 | 23 tháng 1, 1997 (27 tuổi)  | 31   | 11  | Hellas Verona          |
| 8  | TV | Jakub Moder                     | 7 tháng 4, 1999 (25 tuổi)   | 23   | 2   | Brighton & Hove Albion |
| 9  | TĐ | Robert Lewandowski (đội trưởng) | 21 tháng 8, 1988 (35 tuổi)  | 150  | 82  | Barcelona              |
| 10 | TV | Piotr Zieliński                 | 20 tháng 5, 1994 (30 tuổi)  | 90   | 12  | Napoli                 |
| 11 | TV | Kamil Grosicki                  | 8 tháng 6, 1988 (36 tuổi)   | 93   | 17  | Pogoń Szczecin         |
| 12 | TM | Łukasz Skorupski                | 5 tháng 5, 1991 (33 tuổi)   | 10   | 0   | Bologna                |
| 13 | TV | Taras Romanczuk                 | 14 tháng 11, 1991 (32 tuổi) | 3    | 1   | Jagiellonia Białystok  |
| 14 | HV | Jakub Kiwior                    | 15 tháng 2, 2000 (24 tuổi)  | 23   | 1   | Arsenal                |
| 15 | HV | Tymoteusz Puchacz               | 23 tháng 1, 1999 (25 tuổi)  | 14   | 0   | 1. FC Kaiserslautern   |
| 16 | TĐ | Adam Buksa                      | 12 tháng 7, 1996 (27 tuổi)  | 15   | 6   | Antalyaspor            |
| 17 | TV | Damian Szymański                | 16 tháng 6, 1995 (28 tuổi)  | 18   | 2   | AEK Athens             |
| 18 | HV | Bartosz Bereszyński             | 12 tháng 7, 1992 (31 tuổi)  | 55   | 0   | Empoli                 |
| 19 | TV | Przemysław Frankowski           | 12 tháng 4, 1995 (29 tuổi)  | 41   | 3   | Lens                   |
| 20 | TV | Sebastian Szymański             | 10 tháng 5, 1999 (25 tuổi)  | 34   | 3   | Fenerbahçe             |
| 21 | TV | Nicola Zalewski                 | 23 tháng 1, 2002 (22 tuổi)  | 18   | 1   | Roma                   |
| 22 | TM | Marcin Bułka                    | 4 tháng 10, 1999 (24 tuổi)  | 1    | 0   | Nice                   |
| 23 | TĐ | Krzysztof Piątek                | 1 tháng 7, 1995 (28 tuổi)   | 29   | 11  | İstanbul Başakşehir    |
| 24 | TV | Bartosz Slisz                   | 29 tháng 3, 1999 (25 tuổi)  | 9    | 0   | Atlanta United         |
| 25 | TV | Michał Skóraś                   | 15 tháng 2, 2000 (24 tuổi)  | 8    | 0   | Club Brugge            |
| 26 | TV | Kacper Urbański                 | 7 tháng 9, 2004 (19 tuổi)   | 2    | 0   | Bologna                |

### Hà Lan
Huấn luyện viên: Ronald Koeman
Ngày 16 tháng 5 năm 2024, Hà Lan công bố đội hình sơ bộ gồm 30 cầu thủ được triệu tập cho giải đấu. Đến ngày 27 tháng 5 năm 2024, Marten de Roon rút lui khỏi đội tuyển do chấn thương, nên đội hình giảm xuống còn 29 cầu thủ. Với việc loại Nick Olij, Ian Maatsen và Quinten Timber ra khỏi danh sách, đội hình 26 cầu thủ chính thức tham dự giải đấu đã được hiệp hội bóng đá của nước này chốt đơn vào ngày 29 tháng 5 năm 2024. Tuy nhiên, ngày 10 tháng 6 năm 2024, Frenkie de Jong phải nói lời chia tay với đội tuyển do chấn thương, và Ian Maatsen là người được chọn để thay thế cho anh chỉ một ngày sau đó. Cũng trong thời điểm ngày 11 tháng 6, danh sách thi đấu lại có sự thay đổi vào phút chót khi Teun Koopmeiners dính chấn thương và phải rút lui khỏi đội tuyển trước khi diễn ra trận giao hữu đấu với Iceland. Cuối cùng, Joshua Zirkzee được triệu tập để thay thế cho Koopmeiners vào ngày 12 tháng 6, qua đó Hà Lan hoàn tất đội hình 26 cầu thủ của họ.
| Số | VT | Cầu thủ                      | Ngày sinh (tuổi)            | Trận | Bàn | Câu lạc bộ             |
| -- | -- | ---------------------------- | --------------------------- | ---- | --- | ---------------------- |
| 1  | TM | Bart Verbruggen              | 18 tháng 8, 2002 (21 tuổi)  | 7    | 0   | Brighton & Hove Albion |
| 2  | HV | Lutsharel Geertruida         | 18 tháng 7, 2000 (23 tuổi)  | 9    | 0   | Feyenoord              |
| 3  | HV | Matthijs de Ligt             | 12 tháng 8, 1999 (24 tuổi)  | 45   | 2   | Bayern Munich          |
| 4  | HV | Virgil van Dijk (đội trưởng) | 8 tháng 7, 1991 (32 tuổi)   | 68   | 9   | Liverpool              |
| 5  | HV | Nathan Aké                   | 18 tháng 2, 1995 (29 tuổi)  | 45   | 5   | Manchester City        |
| 6  | HV | Stefan de Vrij               | 5 tháng 2, 1992 (32 tuổi)   | 64   | 3   | Inter Milan            |
| 7  | TV | Xavi Simons                  | 21 tháng 4, 2003 (21 tuổi)  | 14   | 1   | RB Leipzig             |
| 8  | TV | Georginio Wijnaldum          | 11 tháng 11, 1990 (33 tuổi) | 93   | 28  | Al-Ettifaq             |
| 9  | TĐ | Wout Weghorst                | 7 tháng 8, 1992 (31 tuổi)   | 33   | 11  | TSG Hoffenheim         |
| 10 | TĐ | Memphis Depay                | 13 tháng 2, 1994 (30 tuổi)  | 92   | 45  | Atlético Madrid        |
| 11 | TĐ | Cody Gakpo                   | 7 tháng 5, 1999 (25 tuổi)   | 24   | 9   | Liverpool              |
| 12 | HV | Jeremie Frimpong             | 10 tháng 12, 2000 (23 tuổi) | 4    | 1   | Bayer Leverkusen       |
| 13 | TM | Justin Bijlow                | 22 tháng 1, 1998 (26 tuổi)  | 8    | 0   | Feyenoord              |
| 14 | TV | Tijjani Reijnders            | 29 tháng 7, 1998 (25 tuổi)  | 9    | 1   | Milan                  |
| 15 | HV | Micky van de Ven             | 19 tháng 4, 2001 (23 tuổi)  | 4    | 0   | Tottenham Hotspur      |
| 16 | TV | Joey Veerman                 | 19 tháng 11, 1998 (25 tuổi) | 10   | 1   | PSV Eindhoven          |
| 17 | HV | Daley Blind                  | 9 tháng 3, 1990 (34 tuổi)   | 107  | 3   | Girona                 |
| 18 | TĐ | Donyell Malen                | 19 tháng 1, 1999 (25 tuổi)  | 32   | 7   | Borussia Dortmund      |
| 19 | TĐ | Brian Brobbey                | 1 tháng 2, 2002 (22 tuổi)   | 2    | 0   | Ajax                   |
| 20 | HV | Ian Maatsen                  | 10 tháng 3, 2002 (22 tuổi)  | 0    | 0   | Borussia Dortmund      |
| 21 | TĐ | Joshua Zirkzee               | 22 tháng 5, 2001 (23 tuổi)  | 0    | 0   | Bologna                |
| 22 | HV | Denzel Dumfries              | 18 tháng 4, 1996 (28 tuổi)  | 53   | 6   | Inter Milan            |
| 23 | TM | Mark Flekken                 | 13 tháng 6, 1993 (31 tuổi)  | 7    | 0   | Brentford              |
| 24 | TV | Jerdy Schouten               | 12 tháng 1, 1997 (27 tuổi)  | 5    | 0   | PSV Eindhoven          |
| 25 | TĐ | Steven Bergwijn              | 8 tháng 10, 1997 (26 tuổi)  | 33   | 8   | Ajax                   |
| 26 | TV | Ryan Gravenberch             | 16 tháng 5, 2002 (22 tuổi)  | 12   | 1   | Liverpool              |

### Áo
Huấn luyện viên:  Ralf Rangnick
Ngày 22 tháng 5 năm 2024, Áo đã công bố đội hình sơ bộ gồm 29 cầu thủ được triệu tập cho giải đấu. Bên cạnh đó, Rangnick cũng công bố 12 cầu thủ dự phòng thay thế trong trường hợp một vài cầu thủ gặp chấn thương hoặc xin rút lui, bao gồm Daniel Bachmann, Cican Stankovic, Samson Baidoo, Marco Friedl, Muhammed Cham, Christoph Lang, Dejan Ljubičić, Manprit Sarkaria, Kevin Stöger, Junior Adamu, Guido Burgstaller và Benedikt Pichler. Ngày 7 tháng 6 cùng năm, với việc loại Tobias Lawal, Stefan Lainer và Thierno Ballo ra khỏi danh sách, đội hình 26 cầu thủ chính thức tham dự giải đấu đã được chốt đơn.
| Số | VT | Cầu thủ                      | Ngày sinh (tuổi)            | Trận | Bàn | Câu lạc bộ               |
| -- | -- | ---------------------------- | --------------------------- | ---- | --- | ------------------------ |
| 1  | TM | Heinz Lindner                | 17 tháng 7, 1990 (33 tuổi)  | 37   | 0   | Union SG                 |
| 2  | HV | Maximilian Wöber             | 4 tháng 2, 1998 (26 tuổi)   | 25   | 0   | Borussia Mönchengladbach |
| 3  | HV | Gernot Trauner               | 25 tháng 3, 1992 (32 tuổi)  | 11   | 1   | Feyenoord                |
| 4  | HV | Kevin Danso                  | 19 tháng 9, 1998 (25 tuổi)  | 20   | 0   | Lens                     |
| 5  | HV | Stefan Posch                 | 14 tháng 5, 1997 (27 tuổi)  | 32   | 1   | Bologna                  |
| 6  | TV | Nicolas Seiwald              | 4 tháng 5, 2001 (23 tuổi)   | 24   | 0   | RB Leipzig               |
| 7  | TĐ | Marko Arnautović             | 19 tháng 4, 1989 (35 tuổi)  | 112  | 36  | Inter Milan              |
| 8  | TV | Alexander Prass              | 26 tháng 5, 2001 (23 tuổi)  | 5    | 0   | Sturm Graz               |
| 9  | TV | Marcel Sabitzer (đội trưởng) | 17 tháng 3, 1994 (30 tuổi)  | 78   | 17  | Borussia Dortmund        |
| 10 | TV | Florian Grillitsch           | 7 tháng 8, 1995 (28 tuổi)   | 43   | 1   | TSG Hoffenheim           |
| 11 | TĐ | Michael Gregoritsch          | 18 tháng 4, 1994 (30 tuổi)  | 55   | 15  | SC Freiburg              |
| 12 | TM | Niklas Hedl                  | 17 tháng 3, 2001 (23 tuổi)  | 1    | 0   | Rapid Wien               |
| 13 | TM | Patrick Pentz                | 2 tháng 1, 1997 (27 tuổi)   | 6    | 0   | Brøndby                  |
| 14 | HV | Leopold Querfeld             | 20 tháng 12, 2003 (20 tuổi) | 2    | 0   | Rapid Wien               |
| 15 | HV | Philipp Lienhart             | 11 tháng 7, 1996 (27 tuổi)  | 21   | 1   | SC Freiburg              |
| 16 | HV | Philipp Mwene                | 29 tháng 1, 1994 (30 tuổi)  | 12   | 0   | Mainz 05                 |
| 17 | TV | Florian Kainz                | 24 tháng 10, 1992 (31 tuổi) | 28   | 1   | 1. FC Köln               |
| 18 | TV | Romano Schmid                | 27 tháng 1, 2000 (24 tuổi)  | 11   | 0   | Werder Bremen            |
| 19 | TV | Christoph Baumgartner        | 1 tháng 8, 1999 (24 tuổi)   | 38   | 15  | RB Leipzig               |
| 20 | TV | Konrad Laimer                | 27 tháng 5, 1997 (27 tuổi)  | 36   | 4   | Bayern Munich            |
| 21 | HV | Flavius Daniliuc             | 27 tháng 4, 2001 (23 tuổi)  | 3    | 0   | Red Bull Salzburg        |
| 22 | TV | Matthias Seidl               | 24 tháng 1, 2001 (23 tuổi)  | 4    | 0   | Rapid Wien               |
| 23 | TV | Patrick Wimmer               | 30 tháng 5, 2001 (23 tuổi)  | 12   | 1   | VfL Wolfsburg            |
| 24 | TĐ | Andreas Weimann              | 5 tháng 8, 1991 (32 tuổi)   | 24   | 2   | West Bromwich Albion     |
| 25 | TĐ | Maximilian Entrup            | 25 tháng 7, 1997 (26 tuổi)  | 3    | 1   | TSV Hartberg             |
| 26 | TV | Marco Grüll                  | 6 tháng 7, 1998 (25 tuổi)   | 5    | 0   | Rapid Wien               |

### Pháp
Huấn luyện viên: Didier Deschamps
Pháp đã công bố đội hình 25 cầu thủ chính thức tham dự giải đấu vào ngày 16 tháng 5 năm 2024.
| Số | VT | Cầu thủ                    | Ngày sinh (tuổi)            | Trận | Bàn | Câu lạc bộ          |
| -- | -- | -------------------------- | --------------------------- | ---- | --- | ------------------- |
| 1  | TM | Brice Samba                | 26 tháng 4, 1994 (30 tuổi)  | 3    | 0   | Lens                |
| 2  | HV | Benjamin Pavard            | 28 tháng 3, 1996 (28 tuổi)  | 54   | 5   | Inter Milan         |
| 3  | HV | Ferland Mendy              | 8 tháng 6, 1995 (29 tuổi)   | 10   | 0   | Real Madrid         |
| 4  | HV | Dayot Upamecano            | 27 tháng 10, 1998 (25 tuổi) | 20   | 2   | Bayern Munich       |
| 5  | HV | Jules Koundé               | 12 tháng 11, 1998 (25 tuổi) | 28   | 0   | Barcelona           |
| 6  | TV | Eduardo Camavinga          | 10 tháng 11, 2002 (21 tuổi) | 17   | 1   | Real Madrid         |
| 7  | TĐ | Antoine Griezmann          | 21 tháng 3, 1991 (33 tuổi)  | 129  | 44  | Atlético Madrid     |
| 8  | TV | Aurélien Tchouaméni        | 27 tháng 1, 2000 (24 tuổi)  | 31   | 3   | Real Madrid         |
| 9  | TĐ | Olivier Giroud             | 30 tháng 9, 1986 (37 tuổi)  | 133  | 57  | Milan               |
| 10 | TĐ | Kylian Mbappé (đội trưởng) | 20 tháng 12, 1998 (25 tuổi) | 79   | 47  | Paris Saint-Germain |
| 11 | TĐ | Ousmane Dembélé            | 15 tháng 5, 1997 (27 tuổi)  | 44   | 5   | Paris Saint-Germain |
| 12 | TĐ | Randal Kolo Muani          | 5 tháng 12, 1998 (25 tuổi)  | 17   | 4   | Paris Saint-Germain |
| 13 | TV | N'Golo Kanté               | 29 tháng 3, 1991 (33 tuổi)  | 55   | 2   | Al-Ittihad          |
| 14 | TV | Adrien Rabiot              | 3 tháng 4, 1995 (29 tuổi)   | 43   | 4   | Juventus            |
| 15 | TĐ | Marcus Thuram              | 6 tháng 8, 1997 (26 tuổi)   | 20   | 2   | Inter Milan         |
| 16 | TM | Mike Maignan               | 3 tháng 7, 1995 (28 tuổi)   | 16   | 0   | Milan               |
| 17 | HV | William Saliba             | 24 tháng 3, 2001 (23 tuổi)  | 15   | 0   | Arsenal             |
| 18 | TV | Warren Zaïre-Emery         | 8 tháng 3, 2006 (18 tuổi)   | 3    | 1   | Paris Saint-Germain |
| 19 | TV | Youssouf Fofana            | 10 tháng 1, 1999 (25 tuổi)  | 18   | 3   | Monaco              |
| 20 | TĐ | Kingsley Coman             | 13 tháng 6, 1996 (28 tuổi)  | 56   | 8   | Bayern Munich       |
| 21 | HV | Jonathan Clauss            | 25 tháng 9, 1992 (31 tuổi)  | 13   | 2   | Marseille           |
| 22 | HV | Théo Hernandez             | 6 tháng 10, 1997 (26 tuổi)  | 27   | 2   | Milan               |
| 23 | TM | Alphonse Areola            | 27 tháng 2, 1993 (31 tuổi)  | 5    | 0   | West Ham United     |
| 24 | HV | Ibrahima Konaté            | 25 tháng 5, 1999 (25 tuổi)  | 16   | 0   | Liverpool           |
| 25 | TĐ | Bradley Barcola            | 2 tháng 9, 2002 (21 tuổi)   | 2    | 0   | Paris Saint-Germain |

## Bảng E

### Bỉ
Huấn luyện viên:  Domenico Tedesco
Bỉ đã công bố đội hình 25 cầu thủ chính thức tham dự giải đấu vào ngày 28 tháng 5 năm 2024.
| Số | VT | Cầu thủ                      | Ngày sinh (tuổi)            | Trận | Bàn | Câu lạc bộ        |
| -- | -- | ---------------------------- | --------------------------- | ---- | --- | ----------------- |
| 1  | TM | Koen Casteels                | 25 tháng 6, 1992 (31 tuổi)  | 10   | 0   | VfL Wolfsburg     |
| 2  | HV | Zeno Debast                  | 24 tháng 10, 2003 (20 tuổi) | 8    | 0   | Anderlecht        |
| 3  | HV | Arthur Theate                | 25 tháng 5, 2000 (24 tuổi)  | 15   | 0   | Rennes            |
| 4  | HV | Wout Faes                    | 3 tháng 4, 1998 (26 tuổi)   | 15   | 0   | Leicester City    |
| 5  | HV | Jan Vertonghen               | 24 tháng 4, 1987 (37 tuổi)  | 154  | 10  | Anderlecht        |
| 6  | HV | Axel Witsel                  | 12 tháng 1, 1989 (35 tuổi)  | 132  | 12  | Atlético Madrid   |
| 7  | TV | Kevin De Bruyne (đội trưởng) | 28 tháng 6, 1991 (32 tuổi)  | 101  | 27  | Manchester City   |
| 8  | TV | Youri Tielemans              | 7 tháng 5, 1997 (27 tuổi)   | 67   | 7   | Aston Villa       |
| 9  | TĐ | Leandro Trossard             | 4 tháng 12, 1994 (29 tuổi)  | 34   | 9   | Arsenal           |
| 10 | TĐ | Romelu Lukaku                | 13 tháng 5, 1993 (31 tuổi)  | 115  | 85  | Roma              |
| 11 | TV | Yannick Carrasco             | 4 tháng 9, 1993 (30 tuổi)   | 74   | 11  | Al-Shabab         |
| 12 | TM | Thomas Kaminski              | 23 tháng 10, 1992 (31 tuổi) | 1    | 0   | Luton Town        |
| 13 | TM | Matz Sels                    | 26 tháng 2, 1992 (32 tuổi)  | 8    | 0   | Nottingham Forest |
| 14 | TĐ | Dodi Lukebakio               | 24 tháng 9, 1997 (26 tuổi)  | 15   | 2   | Sevilla           |
| 15 | HV | Thomas Meunier               | 12 tháng 9, 1991 (32 tuổi)  | 66   | 8   | Trabzonspor       |
| 16 | TV | Aster Vranckx                | 4 tháng 10, 2002 (21 tuổi)  | 7    | 0   | VfL Wolfsburg     |
| 17 | TĐ | Charles De Ketelaere         | 10 tháng 3, 2001 (23 tuổi)  | 15   | 2   | Atalanta          |
| 18 | TV | Orel Mangala                 | 18 tháng 3, 1998 (26 tuổi)  | 15   | 0   | Lyon              |
| 19 | TĐ | Johan Bakayoko               | 20 tháng 4, 2003 (21 tuổi)  | 12   | 1   | PSV Eindhoven     |
| 20 | TĐ | Loïs Openda                  | 16 tháng 2, 2000 (24 tuổi)  | 17   | 2   | RB Leipzig        |
| 21 | HV | Timothy Castagne             | 5 tháng 12, 1995 (28 tuổi)  | 43   | 2   | Fulham            |
| 22 | TĐ | Jérémy Doku                  | 27 tháng 5, 2002 (22 tuổi)  | 22   | 2   | Manchester City   |
| 23 | TV | Arthur Vermeeren             | 7 tháng 2, 2005 (19 tuổi)   | 4    | 0   | Atlético Madrid   |
| 24 | TV | Amadou Onana                 | 16 tháng 8, 2001 (22 tuổi)  | 13   | 0   | Everton           |
| 25 | HV | Maxim De Cuyper              | 22 tháng 12, 2000 (23 tuổi) | 2    | 0   | Club Brugge       |

### Slovakia
Huấn luyện viên:  Francesco Calzona
Ngày 27 tháng 5 năm 2024, 32 cầu thủ được triệu tập trong đội hình sơ bộ của Slovakia để chuẩn bị trước giải đấu. Ngày 7 tháng 6 cùng năm, với việc loại Dominik Takáč, Michal Tomič, Matúš Kmeť, Jakub Kadák, Dominik Hollý và Róbert Polievka ra khỏi danh sách, đội hình 26 cầu thủ chính thức tham dự giải đấu đã được chốt đơn.
| Số | VT | Cầu thủ                     | Ngày sinh (tuổi)            | Trận | Bàn | Câu lạc bộ             |
| -- | -- | --------------------------- | --------------------------- | ---- | --- | ---------------------- |
| 1  | TM | Martin Dúbravka             | 15 tháng 1, 1989 (35 tuổi)  | 43   | 0   | Newcastle United       |
| 2  | HV | Peter Pekarík               | 30 tháng 10, 1986 (37 tuổi) | 127  | 2   | Hertha BSC             |
| 3  | HV | Denis Vavro                 | 10 tháng 4, 1996 (28 tuổi)  | 20   | 2   | Copenhagen             |
| 4  | HV | Adam Obert                  | 23 tháng 8, 2002 (21 tuổi)  | 5    | 0   | Cagliari               |
| 5  | TV | Tomáš Rigo                  | 3 tháng 7, 2002 (21 tuổi)   | 1    | 1   | Baník Ostrava          |
| 6  | HV | Norbert Gyömbér             | 3 tháng 7, 1992 (31 tuổi)   | 39   | 0   | Salernitana            |
| 7  | TV | Tomáš Suslov                | 7 tháng 6, 2002 (22 tuổi)   | 28   | 3   | Hellas Verona          |
| 8  | TV | Ondrej Duda                 | 5 tháng 12, 1994 (29 tuổi)  | 72   | 13  | Hellas Verona          |
| 9  | TĐ | Róbert Boženík              | 18 tháng 11, 1999 (24 tuổi) | 40   | 7   | Boavista               |
| 10 | TĐ | Ľubomír Tupta               | 27 tháng 3, 1998 (26 tuổi)  | 6    | 0   | Slovan Liberec         |
| 11 | TV | László Bénes                | 9 tháng 9, 1997 (26 tuổi)   | 22   | 2   | Hamburger SV           |
| 12 | TM | Marek Rodák                 | 13 tháng 12, 1996 (27 tuổi) | 22   | 0   | Fulham                 |
| 13 | TV | Patrik Hrošovský            | 22 tháng 4, 1992 (32 tuổi)  | 55   | 0   | Genk                   |
| 14 | HV | Milan Škriniar (đội trưởng) | 11 tháng 2, 1995 (29 tuổi)  | 68   | 3   | Paris Saint-Germain    |
| 15 | HV | Vernon De Marco             | 18 tháng 11, 1992 (31 tuổi) | 10   | 1   | Hatta                  |
| 16 | HV | Dávid Hancko                | 13 tháng 12, 1997 (26 tuổi) | 38   | 4   | Feyenoord              |
| 17 | TĐ | Lukáš Haraslín              | 26 tháng 5, 1996 (28 tuổi)  | 36   | 6   | Sparta Prague          |
| 18 | TĐ | David Strelec               | 4 tháng 4, 2001 (23 tuổi)   | 18   | 3   | Slovan Bratislava      |
| 19 | TV | Juraj Kucka                 | 26 tháng 2, 1987 (37 tuổi)  | 107  | 14  | Slovan Bratislava      |
| 20 | TĐ | Dávid Ďuriš                 | 22 tháng 3, 1999 (25 tuổi)  | 12   | 1   | Ascoli                 |
| 21 | TV | Matúš Bero                  | 6 tháng 9, 1995 (28 tuổi)   | 30   | 1   | VfL Bochum             |
| 22 | TV | Stanislav Lobotka           | 25 tháng 11, 1994 (29 tuổi) | 55   | 4   | Napoli                 |
| 23 | TM | Henrich Ravas               | 16 tháng 8, 1997 (26 tuổi)  | 0    | 0   | New England Revolution |
| 24 | TV | Leo Sauer                   | 16 tháng 12, 2005 (18 tuổi) | 2    | 0   | Feyenoord              |
| 25 | HV | Sebastian Kóša              | 13 tháng 9, 2003 (20 tuổi)  | 1    | 0   | Spartak Trnava         |
| 26 | TĐ | Ivan Schranz                | 13 tháng 9, 1993 (30 tuổi)  | 22   | 3   | Slavia Prague          |

### Romania
Huấn luyện viên: Edward Iordănescu
Ngày 28 tháng 5 năm 2024, Romania đã công bố đội hình sơ bộ gồm 28 cầu thủ được triệu tập cho giải đấu. Ngày 7 tháng 6 cùng năm, với việc loại Răzvan Sava và Constantin Grameni ra khỏi danh sách, đội hình 26 cầu thủ chính thức tham dự giải đấu đã được chốt đơn.
| Số | VT | Cầu thủ                      | Ngày sinh (tuổi)            | Trận | Bàn | Câu lạc bộ            |
| -- | -- | ---------------------------- | --------------------------- | ---- | --- | --------------------- |
| 1  | TM | Florin Niță                  | 3 tháng 7, 1987 (36 tuổi)   | 21   | 0   | Gaziantep             |
| 2  | HV | Andrei Rațiu                 | 20 tháng 6, 1998 (25 tuổi)  | 17   | 1   | Rayo Vallecano        |
| 3  | HV | Radu Drăgușin                | 3 tháng 2, 2002 (22 tuổi)   | 17   | 0   | Tottenham Hotspur     |
| 4  | HV | Adrian Rus                   | 18 tháng 3, 1996 (28 tuổi)  | 20   | 1   | Pafos                 |
| 5  | HV | Ionuț Nedelcearu             | 25 tháng 4, 1996 (28 tuổi)  | 27   | 2   | Palermo               |
| 6  | TV | Marius Marin                 | 30 tháng 8, 1998 (25 tuổi)  | 18   | 0   | Pisa                  |
| 7  | TĐ | Denis Alibec                 | 5 tháng 1, 1991 (33 tuổi)   | 37   | 5   | Muaither              |
| 8  | TV | Alexandru Cicâldău           | 8 tháng 7, 1997 (26 tuổi)   | 37   | 4   | Konyaspor             |
| 9  | TĐ | George Pușcaș                | 8 tháng 4, 1996 (28 tuổi)   | 42   | 11  | Bari                  |
| 10 | TV | Ianis Hagi                   | 22 tháng 10, 1998 (25 tuổi) | 35   | 5   | Alavés                |
| 11 | HV | Nicușor Bancu                | 18 tháng 9, 1992 (31 tuổi)  | 36   | 2   | Universitatea Craiova |
| 12 | TM | Horațiu Moldovan             | 20 tháng 1, 1998 (26 tuổi)  | 11   | 0   | Atlético Madrid       |
| 13 | TV | Valentin Mihăilă             | 2 tháng 2, 2000 (24 tuổi)   | 21   | 4   | Parma                 |
| 14 | TV | Darius Olaru                 | 3 tháng 3, 1998 (26 tuổi)   | 18   | 0   | FCSB                  |
| 15 | HV | Andrei Burcă                 | 15 tháng 4, 1993 (31 tuổi)  | 27   | 1   | Al-Okhdood            |
| 16 | TM | Ștefan Târnovanu             | 9 tháng 5, 2000 (24 tuổi)   | 1    | 0   | FCSB                  |
| 17 | TV | Florinel Coman               | 10 tháng 4, 1998 (26 tuổi)  | 15   | 1   | FCSB                  |
| 18 | TV | Răzvan Marin                 | 23 tháng 5, 1996 (28 tuổi)  | 55   | 3   | Empoli                |
| 19 | TĐ | Denis Drăguș                 | 6 tháng 7, 1999 (24 tuổi)   | 11   | 2   | Gaziantep             |
| 20 | TV | Dennis Man                   | 26 tháng 8, 1998 (25 tuổi)  | 24   | 7   | Parma                 |
| 21 | TV | Nicolae Stanciu (đội trưởng) | 7 tháng 5, 1993 (31 tuổi)   | 70   | 14  | Damac                 |
| 22 | HV | Vasile Mogoș                 | 31 tháng 10, 1992 (31 tuổi) | 7    | 0   | CFR Cluj              |
| 23 | TV | Deian Sorescu                | 29 tháng 8, 1997 (26 tuổi)  | 17   | 0   | Gaziantep             |
| 24 | HV | Bogdan Racovițan             | 6 tháng 6, 2000 (24 tuổi)   | 2    | 0   | Raków Częstochowa     |
| 25 | TĐ | Daniel Bîrligea              | 19 tháng 4, 2000 (24 tuổi)  | 2    | 0   | CFR Cluj              |
| 26 | TV | Adrian Șut                   | 30 tháng 4, 1999 (25 tuổi)  | 2    | 0   | FCSB                  |

### Ukraina
Huấn luyện viên: Serhiy Rebrov
Ukraina đã công bố 26 cầu thủ chính thức tham dự giải đấu vào ngày 16 tháng 5 năm 2024. Bên cạnh đó, Rebrov cũng đã công bố sáu cầu thủ dự phòng thay thế trong trường hợp một vài cầu thủ gặp chấn thương hoặc xin rút lui, bao gồm: Dmytro Riznyk, Denys Popov, Vladyslav Kabayev, Danylo Sikan, Vitaliy Buyalskyi và Yehor Yarmolyuk.
| Số | VT | Cầu thủ                        | Ngày sinh (tuổi)            | Trận | Bàn | Câu lạc bộ        |
| -- | -- | ------------------------------ | --------------------------- | ---- | --- | ----------------- |
| 1  | TM | Heorhiy Bushchan               | 31 tháng 5, 1994 (30 tuổi)  | 18   | 0   | Dynamo Kyiv       |
| 2  | HV | Yukhym Konoplya                | 26 tháng 8, 1999 (24 tuổi)  | 14   | 1   | Shakhtar Donetsk  |
| 3  | HV | Oleksandr Svatok               | 27 tháng 9, 1994 (29 tuổi)  | 6    | 0   | Dnipro-1          |
| 4  | HV | Maksym Taloverov               | 28 tháng 6, 2000 (23 tuổi)  | 3    | 0   | LASK              |
| 5  | TV | Serhiy Sydorchuk               | 2 tháng 5, 1991 (33 tuổi)   | 61   | 3   | Westerlo          |
| 6  | TV | Taras Stepanenko               | 8 tháng 8, 1989 (34 tuổi)   | 83   | 4   | Shakhtar Donetsk  |
| 7  | TĐ | Andriy Yarmolenko (đội trưởng) | 23 tháng 10, 1989 (34 tuổi) | 119  | 46  | Dynamo Kyiv       |
| 8  | TV | Ruslan Malinovskyi             | 4 tháng 5, 1993 (31 tuổi)   | 61   | 7   | Genoa             |
| 9  | TĐ | Roman Yaremchuk                | 27 tháng 11, 1995 (28 tuổi) | 50   | 15  | Valencia          |
| 10 | TV | Mykhaylo Mudryk                | 5 tháng 1, 2001 (23 tuổi)   | 21   | 2   | Chelsea           |
| 11 | TĐ | Artem Dovbyk                   | 21 tháng 6, 1997 (26 tuổi)  | 28   | 10  | Girona            |
| 12 | TM | Anatoliy Trubin                | 1 tháng 8, 2001 (22 tuổi)   | 11   | 0   | Benfica           |
| 13 | HV | Illya Zabarnyi                 | 1 tháng 9, 2002 (21 tuổi)   | 36   | 1   | Bournemouth       |
| 14 | TV | Heorhiy Sudakov                | 1 tháng 9, 2002 (21 tuổi)   | 17   | 2   | Shakhtar Donetsk  |
| 15 | TV | Viktor Tsyhankov               | 15 tháng 11, 1997 (26 tuổi) | 54   | 13  | Girona            |
| 16 | HV | Vitaliy Mykolenko              | 29 tháng 5, 1999 (25 tuổi)  | 41   | 1   | Everton           |
| 17 | TV | Oleksandr Zinchenko            | 15 tháng 12, 1996 (27 tuổi) | 63   | 9   | Arsenal           |
| 18 | TV | Volodymyr Brazhko              | 23 tháng 1, 2002 (22 tuổi)  | 4    | 0   | Dynamo Kyiv       |
| 19 | TV | Mykola Shaparenko              | 4 tháng 10, 1998 (25 tuổi)  | 31   | 1   | Dynamo Kyiv       |
| 20 | TĐ | Oleksandr Zubkov               | 3 tháng 8, 1996 (27 tuổi)   | 33   | 2   | Shakhtar Donetsk  |
| 21 | HV | Valeriy Bondar                 | 27 tháng 2, 1999 (25 tuổi)  | 4    | 0   | Shakhtar Donetsk  |
| 22 | HV | Mykola Matviyenko              | 2 tháng 5, 1996 (28 tuổi)   | 65   | 0   | Shakhtar Donetsk  |
| 23 | TM | Andriy Lunin                   | 11 tháng 2, 1999 (25 tuổi)  | 12   | 0   | Real Madrid       |
| 24 | HV | Oleksandr Tymchyk              | 20 tháng 1, 1997 (27 tuổi)  | 17   | 1   | Dynamo Kyiv       |
| 25 | TĐ | Vladyslav Vanat                | 4 tháng 1, 2002 (22 tuổi)   | 6    | 0   | Dynamo Kyiv       |
| 26 | HV | Bohdan Mykhaylichenko          | 21 tháng 3, 1997 (27 tuổi)  | 8    | 0   | Polissya Zhytomyr |

## Bảng F

### Thổ Nhĩ Kỳ
Huấn luyện viên:  Vincenzo Montella
Ngày 24 tháng 5 năm 2024, Thổ Nhĩ Kỳ đã công bố đội hình sơ bộ gồm 35 cầu thủ tham dự cho giải đấu. Ngày 29 tháng 5 cùng năm, đội hình giảm xuống còn 33 cầu thủ sau khi Bertuğ Yıldırım được triệu tập vào đội tuyển U-21 và Çağlar Söyüncü xin rút lui do chấn thương. Enes Ünal và Ozan Kabak là hai cái tên tiếp theo xin rút lui cũng do chấn thương vào các ngày 1 và 5 tháng 6. Đến ngày 7 tháng 6, với việc loại Abdülkadir Ömür, Cenk Özkacar, Berat Özdemir, Oğuz Aydın, Can Uzun và Doğan Alemdar ra khỏi danh sách và đồng thời triệu tập Bertuğ Yıldırım trở lại vào danh sách, đội hình 26 cầu thủ chính thức tham dự giải đấu đã được chốt đơn.
| Số | VT | Cầu thủ                       | Ngày sinh (tuổi)            | Trận | Bàn | Câu lạc bộ           |
| -- | -- | ----------------------------- | --------------------------- | ---- | --- | -------------------- |
| 1  | TM | Mert Günok                    | 1 tháng 3, 1989 (35 tuổi)   | 29   | 0   | Beşiktaş             |
| 2  | HV | Zeki Çelik                    | 17 tháng 2, 1997 (27 tuổi)  | 45   | 2   | Roma                 |
| 3  | HV | Merih Demiral                 | 5 tháng 3, 1998 (26 tuổi)   | 44   | 2   | Al-Ahli              |
| 4  | HV | Samet Akaydin                 | 13 tháng 3, 1994 (30 tuổi)  | 6    | 0   | Panathinaikos        |
| 5  | TV | Okay Yokuşlu                  | 9 tháng 3, 1994 (30 tuổi)   | 40   | 1   | West Bromwich Albion |
| 6  | TV | Orkun Kökçü                   | 29 tháng 12, 2000 (23 tuổi) | 28   | 2   | Benfica              |
| 7  | TĐ | Kerem Aktürkoğlu              | 21 tháng 10, 1998 (25 tuổi) | 29   | 5   | Galatasaray          |
| 8  | TV | Arda Güler                    | 25 tháng 2, 2005 (19 tuổi)  | 7    | 1   | Real Madrid          |
| 9  | TĐ | Cenk Tosun                    | 7 tháng 6, 1991 (33 tuổi)   | 51   | 20  | Beşiktaş             |
| 10 | TV | Hakan Çalhanoğlu (đội trưởng) | 8 tháng 2, 1994 (30 tuổi)   | 86   | 18  | Inter Milan          |
| 11 | TĐ | Yusuf Yazıcı                  | 29 tháng 1, 1997 (27 tuổi)  | 43   | 3   | Lille                |
| 12 | TM | Altay Bayındır                | 14 tháng 4, 1998 (26 tuổi)  | 9    | 0   | Manchester United    |
| 13 | HV | Ahmetcan Kaplan               | 16 tháng 1, 2003 (21 tuổi)  | 0    | 0   | Ajax                 |
| 14 | HV | Abdülkerim Bardakcı           | 7 tháng 9, 1994 (29 tuổi)   | 8    | 1   | Galatasaray          |
| 15 | TV | Salih Özcan                   | 11 tháng 1, 1998 (26 tuổi)  | 18   | 0   | Borussia Dortmund    |
| 16 | TV | İsmail Yüksek                 | 26 tháng 1, 1999 (25 tuổi)  | 14   | 1   | Fenerbahçe           |
| 17 | TV | İrfan Kahveci                 | 15 tháng 7, 1995 (28 tuổi)  | 32   | 2   | Fenerbahçe           |
| 18 | HV | Mert Müldür                   | 3 tháng 4, 1999 (25 tuổi)   | 24   | 1   | Fenerbahçe           |
| 19 | TĐ | Kenan Yıldız                  | 4 tháng 5, 2005 (19 tuổi)   | 7    | 1   | Juventus             |
| 20 | HV | Ferdi Kadıoğlu                | 7 tháng 10, 1999 (24 tuổi)  | 15   | 1   | Fenerbahçe           |
| 21 | TV | Barış Alper Yılmaz            | 23 tháng 5, 2000 (24 tuổi)  | 15   | 2   | Galatasaray          |
| 22 | HV | Kaan Ayhan                    | 10 tháng 11, 1994 (29 tuổi) | 58   | 5   | Galatasaray          |
| 23 | TM | Uğurcan Çakır                 | 5 tháng 4, 1996 (28 tuổi)   | 27   | 0   | Trabzonspor          |
| 24 | TĐ | Semih Kılıçsoy                | 15 tháng 8, 2005 (18 tuổi)  | 2    | 0   | Beşiktaş             |
| 25 | TV | Yunus Akgün                   | 7 tháng 7, 2000 (23 tuổi)   | 9    | 2   | Leicester City       |
| 26 | TĐ | Bertuğ Yıldırım               | 12 tháng 1, 2002 (22 tuổi)  | 3    | 2   | Rennes               |

### Gruzia
Huấn luyện viên:  Willy Sagnol
Gruzia đã công bố đội hình 26 cầu thủ chính thức tham dự giải đấu vào ngày 22 tháng 5 năm 2024. Tuy nhiên, vào ngày 24 tháng 5 cùng năm, do Jaba Kankava từ chối lên đội tuyển tham dự giải đấu và chỉ đến Đức để cổ vũ cho đồng đội, nên Gabriel Sigua là người được chọn để thay thế cho anh.
| Số | VT | Cầu thủ                   | Ngày sinh (tuổi)            | Trận | Bàn | Câu lạc bộ            |
| -- | -- | ------------------------- | --------------------------- | ---- | --- | --------------------- |
| 1  | TM | Giorgi Loria              | 27 tháng 1, 1986 (38 tuổi)  | 78   | 0   | Dinamo Tbilisi        |
| 2  | HV | Otar Kakabadze            | 27 tháng 6, 1995 (28 tuổi)  | 61   | 0   | Cracovia              |
| 3  | HV | Lasha Dvali               | 14 tháng 5, 1995 (29 tuổi)  | 32   | 1   | APOEL                 |
| 4  | HV | Guram Kashia (đội trưởng) | 4 tháng 7, 1987 (36 tuổi)   | 113  | 3   | Slovan Bratislava     |
| 5  | HV | Solomon Kvirkvelia        | 6 tháng 2, 1992 (32 tuổi)   | 58   | 0   | Al-Okhdood            |
| 6  | TV | Giorgi Kochorashvili      | 19 tháng 6, 1999 (24 tuổi)  | 8    | 0   | Levante               |
| 7  | TĐ | Khvicha Kvaratskhelia     | 12 tháng 2, 2001 (23 tuổi)  | 30   | 15  | Napoli                |
| 8  | TĐ | Budu Zivzivadze           | 10 tháng 3, 1994 (30 tuổi)  | 26   | 8   | Karlsruher SC         |
| 9  | TV | Zuriko Davitashvili       | 15 tháng 2, 2001 (23 tuổi)  | 35   | 6   | Bordeaux              |
| 10 | TV | Giorgi Chakvetadze        | 29 tháng 8, 1999 (24 tuổi)  | 25   | 8   | Watford               |
| 11 | TĐ | Giorgi Kvilitaia          | 1 tháng 10, 1993 (30 tuổi)  | 37   | 6   | APOEL                 |
| 12 | TM | Luka Gugeshashvili        | 29 tháng 4, 1999 (25 tuổi)  | 1    | 0   | Qarabağ               |
| 13 | HV | Giorgi Gocholeishvili     | 14 tháng 2, 2001 (23 tuổi)  | 8    | 0   | Shakhtar Donetsk      |
| 14 | HV | Luka Lochoshvili          | 29 tháng 5, 1998 (26 tuổi)  | 10   | 1   | Cremonese             |
| 15 | HV | Giorgi Gvelesiani         | 5 tháng 4, 1991 (33 tuổi)   | 1    | 0   | Persepolis            |
| 16 | TV | Nika Kvekveskiri          | 29 tháng 5, 1992 (32 tuổi)  | 60   | 0   | Lech Poznań           |
| 17 | TV | Otar Kiteishvili          | 26 tháng 3, 1996 (28 tuổi)  | 37   | 3   | Sturm Graz            |
| 18 | TV | Sandro Altunashvili       | 19 tháng 5, 1997 (27 tuổi)  | 5    | 0   | Wolfsberger AC        |
| 19 | TV | Levan Shengelia           | 27 tháng 10, 1995 (28 tuổi) | 17   | 1   | Panetolikos           |
| 20 | TV | Anzor Mekvabishvili       | 5 tháng 6, 2001 (23 tuổi)   | 14   | 0   | Universitatea Craiova |
| 21 | TV | Giorgi Tsitaishvili       | 18 tháng 11, 2000 (23 tuổi) | 17   | 1   | Dinamo Batumi         |
| 22 | TĐ | Georges Mikautadze        | 31 tháng 10, 2000 (23 tuổi) | 25   | 10  | Metz                  |
| 23 | TV | Saba Lobzhanidze          | 18 tháng 12, 1994 (29 tuổi) | 36   | 3   | Atlanta United        |
| 24 | HV | Jemal Tabidze             | 18 tháng 3, 1996 (28 tuổi)  | 15   | 1   | Panetolikos           |
| 25 | TM | Giorgi Mamardashvili      | 29 tháng 9, 2000 (23 tuổi)  | 17   | 0   | Valencia              |
| 26 | TV | Gabriel Sigua             | 30 tháng 6, 2005 (18 tuổi)  | 2    | 0   | Basel                 |

### Bồ Đào Nha
Huấn luyện viên:  Roberto Martínez
Bồ Đào Nha đã công bố đội hình 26 cầu thủ chính thức tham dự giải đấu vào ngày 21 tháng 5 năm 2024. Ngày 3 tháng 6 cùng năm, Otávio rút lui khỏi đội tuyển do chấn thương, và Matheus Nunes là người thay thế cho anh.
| Số | VT | Cầu thủ                        | Ngày sinh (tuổi)            | Trận | Bàn | Câu lạc bộ              |
| -- | -- | ------------------------------ | --------------------------- | ---- | --- | ----------------------- |
| 1  | TM | Rui Patrício                   | 15 tháng 2, 1988 (36 tuổi)  | 108  | 0   | Roma                    |
| 2  | HV | Nélson Semedo                  | 16 tháng 11, 1993 (30 tuổi) | 30   | 0   | Wolverhampton Wanderers |
| 3  | HV | Pepe                           | 26 tháng 2, 1983 (41 tuổi)  | 137  | 8   | Porto                   |
| 4  | HV | Rúben Dias                     | 14 tháng 5, 1997 (27 tuổi)  | 56   | 3   | Manchester City         |
| 5  | HV | Diogo Dalot                    | 18 tháng 3, 1999 (25 tuổi)  | 20   | 2   | Manchester United       |
| 6  | TV | João Palhinha                  | 9 tháng 7, 1995 (28 tuổi)   | 27   | 2   | Fulham                  |
| 7  | TĐ | Cristiano Ronaldo (đội trưởng) | 5 tháng 2, 1985 (39 tuổi)   | 207  | 130 | Al Nassr                |
| 8  | TV | Bruno Fernandes                | 8 tháng 9, 1994 (29 tuổi)   | 67   | 22  | Manchester United       |
| 9  | TĐ | Gonçalo Ramos                  | 20 tháng 6, 2001 (22 tuổi)  | 13   | 8   | Paris Saint-Germain     |
| 10 | TV | Bernardo Silva                 | 10 tháng 8, 1994 (29 tuổi)  | 89   | 11  | Manchester City         |
| 11 | TĐ | João Félix                     | 10 tháng 11, 1999 (24 tuổi) | 39   | 8   | Barcelona               |
| 12 | TM | José Sá                        | 17 tháng 1, 1993 (31 tuổi)  | 2    | 0   | Wolverhampton Wanderers |
| 13 | HV | Danilo Pereira                 | 9 tháng 9, 1991 (32 tuổi)   | 73   | 2   | Paris Saint-Germain     |
| 14 | HV | Gonçalo Inácio                 | 25 tháng 8, 2001 (22 tuổi)  | 9    | 2   | Sporting CP             |
| 15 | TV | João Neves                     | 27 tháng 9, 2004 (19 tuổi)  | 7    | 0   | Benfica                 |
| 16 | TV | Matheus Nunes                  | 27 tháng 8, 1998 (25 tuổi)  | 14   | 2   | Manchester City         |
| 17 | TĐ | Rafael Leão                    | 10 tháng 6, 1999 (25 tuổi)  | 27   | 4   | Milan                   |
| 18 | TV | Rúben Neves                    | 13 tháng 3, 1997 (27 tuổi)  | 47   | 0   | Al Hilal                |
| 19 | HV | Nuno Mendes                    | 19 tháng 6, 2002 (21 tuổi)  | 23   | 0   | Paris Saint-Germain     |
| 20 | HV | João Cancelo                   | 27 tháng 5, 1994 (30 tuổi)  | 54   | 10  | Barcelona               |
| 21 | TĐ | Diogo Jota                     | 4 tháng 12, 1996 (27 tuổi)  | 39   | 14  | Liverpool               |
| 22 | TM | Diogo Costa                    | 19 tháng 9, 1999 (24 tuổi)  | 22   | 0   | Porto                   |
| 23 | TV | Vitinha                        | 13 tháng 2, 2000 (24 tuổi)  | 17   | 0   | Paris Saint-Germain     |
| 24 | HV | António Silva                  | 30 tháng 10, 2003 (20 tuổi) | 11   | 0   | Benfica                 |
| 25 | TĐ | Pedro Neto                     | 9 tháng 3, 2000 (24 tuổi)   | 7    | 1   | Wolverhampton Wanderers |
| 26 | TĐ | Francisco Conceição            | 14 tháng 12, 2002 (21 tuổi) | 2    | 0   | Porto                   |

### Cộng hòa Séc
Huấn luyện viên: Ivan Hašek
Cộng hòa Séc đã công bố đội hình 26 cầu thủ chính thức tham dự giải đấu vào ngày 28 tháng 5 năm 2024. Tuy nhiên, ngày 9 tháng 6 năm 2024, Michal Sadílek rút lui khỏi đội tuyển do dính chấn thương bất ngờ sau khi ngã xe đạp, nên vào ngày 12 tháng 6, Petr Ševčík là người được chọn để thay thế cho anh.
| Số | VT | Cầu thủ                   | Ngày sinh (tuổi)            | Trận | Bàn | Câu lạc bộ       |
| -- | -- | ------------------------- | --------------------------- | ---- | --- | ---------------- |
| 1  | TM | Jindřich Staněk           | 27 tháng 4, 1996 (28 tuổi)  | 10   | 0   | Slavia Prague    |
| 2  | HV | David Zima                | 8 tháng 11, 2000 (23 tuổi)  | 21   | 1   | Slavia Prague    |
| 3  | HV | Tomáš Holeš               | 31 tháng 3, 1993 (31 tuổi)  | 28   | 2   | Slavia Prague    |
| 4  | HV | Robin Hranáč              | 29 tháng 1, 2000 (24 tuổi)  | 3    | 0   | Viktoria Plzeň   |
| 5  | HV | Vladimír Coufal           | 22 tháng 8, 1992 (31 tuổi)  | 42   | 1   | West Ham United  |
| 6  | HV | Martin Vitík              | 21 tháng 1, 2003 (21 tuổi)  | 2    | 0   | Sparta Prague    |
| 7  | TV | Antonín Barák             | 3 tháng 12, 1994 (29 tuổi)  | 41   | 11  | Fiorentina       |
| 8  | TV | Petr Ševčík               | 4 tháng 5, 1994 (30 tuổi)   | 12   | 0   | Slavia Prague    |
| 9  | TĐ | Adam Hložek               | 25 tháng 7, 2002 (21 tuổi)  | 32   | 2   | Bayer Leverkusen |
| 10 | TĐ | Patrik Schick             | 24 tháng 1, 1996 (28 tuổi)  | 38   | 19  | Bayer Leverkusen |
| 11 | TĐ | Jan Kuchta                | 8 tháng 1, 1997 (27 tuổi)   | 21   | 3   | Sparta Prague    |
| 12 | HV | David Douděra             | 31 tháng 5, 1998 (26 tuổi)  | 9    | 1   | Slavia Prague    |
| 13 | TĐ | Mojmír Chytil             | 29 tháng 4, 1999 (25 tuổi)  | 14   | 6   | Slavia Prague    |
| 14 | TV | Lukáš Provod              | 23 tháng 10, 1996 (27 tuổi) | 19   | 2   | Slavia Prague    |
| 15 | HV | David Jurásek             | 7 tháng 8, 2000 (23 tuổi)   | 9    | 1   | TSG Hoffenheim   |
| 16 | TM | Matěj Kovář               | 17 tháng 5, 2000 (24 tuổi)  | 2    | 0   | Bayer Leverkusen |
| 17 | TĐ | Václav Černý              | 17 tháng 10, 1997 (26 tuổi) | 16   | 6   | VfL Wolfsburg    |
| 18 | HV | Ladislav Krejčí           | 20 tháng 4, 1999 (25 tuổi)  | 10   | 3   | Sparta Prague    |
| 19 | TĐ | Tomáš Chorý               | 26 tháng 1, 1995 (29 tuổi)  | 5    | 2   | Viktoria Plzeň   |
| 20 | TV | Ondřej Lingr              | 7 tháng 10, 1998 (25 tuổi)  | 15   | 1   | Feyenoord        |
| 21 | TV | Lukáš Červ                | 10 tháng 4, 2001 (23 tuổi)  | 1    | 0   | Viktoria Plzeň   |
| 22 | TV | Tomáš Souček (đội trưởng) | 27 tháng 2, 1995 (29 tuổi)  | 69   | 12  | West Ham United  |
| 23 | TM | Vítězslav Jaroš           | 23 tháng 7, 2001 (22 tuổi)  | 1    | 0   | Sturm Graz       |
| 24 | HV | Tomáš Vlček               | 28 tháng 2, 2001 (23 tuổi)  | 2    | 0   | Slavia Prague    |
| 25 | TV | Pavel Šulc                | 29 tháng 12, 2000 (23 tuổi) | 3    | 0   | Viktoria Plzeň   |
| 26 | TV | Matěj Jurásek             | 30 tháng 8, 2003 (20 tuổi)  | 2    | 1   | Slavia Prague    |

## Thống kê

### Đại diện theo độ tuổi

#### Cầu thủ ngoài sân
- Cầu thủ lớn tuổi nhất:  Pepe (41 năm, 109 ngày)
- Cầu thủ trẻ tuổi nhất:  Lamine Yamal (16 năm, 337 ngày)

#### Thủ môn
- Thủ môn lớn tuổi nhất:  Giorgi Loria (38 năm, 139 ngày)
- Thủ môn trẻ tuổi nhất:  Bart Verbruggen (21 năm, 301 ngày)

#### Đội trưởng
- Đội trưởng lớn tuổi nhất:  Cristiano Ronaldo (39 năm, 130 ngày)
- Đội trưởng trẻ tuổi nhất:  Dominik Szoboszlai (23 năm, 233 ngày)

#### Huấn luyện viên
- Huấn luyện viên lớn tuổi nhất:  Ralf Rangnick (65 năm, 351 ngày)
- Huấn luyện viên trẻ tuổi nhất:  Julian Nagelsmann (36 năm, 327 ngày)

### Cầu thủ đại diện theo hệ thống giải đấu
Quốc gia được in đậm là những quốc gia đại diện tham dự giải đấu. Quốc gia được in nghiêng là những quốc gia không thuộc sở hữu của UEFA.
| Quốc gia     | Số cầu thủ | Tỷ lệ phần trăm | Đội tuyển quốc gia | Cầu thủ cấp thấp |
| ------------ | ---------- | --------------- | ------------------ | ---------------- |
| Anh          | 114        | 17.57%          | 90                 | 19               |
| Ý            | 105        | 16.18%          | 82                 | 13               |
| Đức          | 83         | 12.79%          | 62                 | 6                |
| Tây Ban Nha  | 61         | 9.40%           | 39                 | 1                |
| Pháp         | 31         | 4.78%           | 23                 | 3                |
| Thổ Nhĩ Kỳ   | 29         | 4.47%           | 15                 | 0                |
| Cộng hòa Séc | 22         | 3.39%           | 7                  | 0                |
| Áo           | 18         | 2.77%           | 9                  | 0                |
| Hà Lan       | 17         | 2.62%           | 11                 | 0                |
| Ukraina      | 15         | 2.31%           | 1                  | 0                |
| Ả Rập Xê Út  | 14         | 2.16%           | 14                 | 0                |
| Bỉ           | 13         | 2.00%           | 10                 | 0                |
| Hy Lạp       | 12         | 1.85%           | 12                 | 0                |
| Bồ Đào Nha   | 12         | 1.85%           | 6                  | 0                |
| Romania      | 12         | 1.85%           | 3                  | 0                |
| Scotland     | 10         | 1.54%           | 0                  | 0                |
| Hungary      | 9          | 1.39%           | 0                  | 0                |
| Ba Lan       | 9          | 1.39%           | 5                  | 0                |
| Slovakia     | 9          | 1.39%           | 2                  | 0                |
| Croatia      | 8          | 1.23%           | 2                  | 0                |
| Thụy Sĩ      | 7          | 1.08%           | 5                  | 0                |
| Mỹ           | 7          | 1.08%           | 7                  | 0                |
| Cộng hòa Síp | 6          | 0.92%           | 6                  | 0                |
| Đan Mạch     | 4          | 0.62%           | 4                  | 0                |
| Nga          | 4          | 0.62%           | 4                  | 0                |
| Serbia       | 3          | 0.46%           | 0                  | 0                |
| Slovenia     | 3          | 0.46%           | 0                  | 0                |
| Bulgaria     | 2          | 0.31%           | 2                  | 0                |
| Gruzia       | 2          | 0.31%           | 0                  | 0                |
| Hàn Quốc     | 2          | 0.31%           | 2                  | 0                |
| UAE          | 2          | 0.31%           | 2                  | 0                |
| Azerbaijan   | 1          | 0.15%           | 1                  | 0                |
| Iran         | 1          | 0.15%           | 1                  | 0                |
| Na Uy        | 1          | 0.15%           | 1                  | 0                |
| Qatar        | 1          | 0.15%           | 1                  | 0                |
| Tổng         | 649        | 100%            | 429 (66.10%)       | 42 (6.47%)       |

### Huấn luyện viên đại diện theo từng quốc gia
Huấn luyện viên được in đậm đại diện cho quốc tịch của riêng họ. Dưới đây là danh sách:
| Số lượng | Quốc gia     | Huấn luyện viên |
| -------- | ------------ | --- |
| 5        | Ý            | Francesco Calzona (Slovakia), Vincenzo Montella (Thổ Nhĩ Kỳ), Marco Rossi (Hungary), Luciano Spalletti, Domenico Tedesco (Bỉ) |
| 2        | Đức          | Julian Nagelsmann, Ralf Rangnick (Áo)                                                                                         |
| 2        | Tây Ban Nha  | Luis de la Fuente, Roberto Martínez (Bồ Đào Nha)                                                                              |
| 2        | Pháp         | Didier Deschamps, Willy Sagnol (Gruzia)                                                                                       |
| 1        | Anh          | Gareth Southgate |
| 1        | Brasil       | Sylvinho (Albania) |
| 1        | Croatia      | Zlatko Dalić |
| 1        | Cộng hòa Séc | Ivan Hašek |
| 1        | Đan Mạch     | Kasper Hjulmand |
| 1        | Hà Lan       | Ronald Koeman |
| 1        | Ba Lan       | Michał Probierz |
| 1        | România      | Edward Iordănescu |
| 1        | Scotland     | Steve Clarke |
| 1        | Serbia       | Dragan Stojković |
| 1        | Slovenia     | Matjaž Kek |
| 1        | Thụy Sĩ      | Murat Yakin |
| 1        | Ukraina      | Serhiy Rebrov |